# Звёздные войны
«Звёздные во́йны» (англ. Star Wars, МФА: [stɑːɹ wɔːɹz]) — медиафраншиза в жанре эпической космической оперы, включающая в себя 12 художественных фильмов (9 эпизодов основной саги, также известна как «Сага Скайуокеров», 2 фильма «историй» и 1 анимационный), а также игровые и анимационные сериалы, игровые телефильмы, документальные фильмы, книги, комиксы, видеоигры, аттракционы, игрушки и прочие произведения, созданные в рамках единой фантастической вселенной «Звёздных войн», задуманной и реализованной американским режиссёром Джорджем Лукасом в конце 1970-х годов, позднее расширенной.
«Звёздные войны» занимают третье место в истории по общим кассовым сборам среди всех кинофраншиз, уступая только серии фильмов кинематографической вселенной Marvel и фильмам про Человека-Паука. В 2020 году общая стоимость франшизы «Звёздных войн» оценивалась в 70 миллиардов долларов США и в настоящее время она является пятой самой кассовой медиафраншизой.
За оригинальным фильмом, позже названным «Эпизод IV: Новая надежда» (1977), последовали сиквелы «Эпизод V: Империя наносит ответный удар» (1980) и «Эпизод VI: Возвращение джедая» (1983), образующие оригинальную трилогию «Звёздных войн». Через 16 лет была выпущена трилогия приквелов: «Эпизод I: Скрытая угроза» (1999), «Эпизод II: Атака клонов» (2002) и «Эпизод III: Месть Ситхов» (2005). В 2012 году Лукас продал свою производственную компанию компании Disney, отказавшись от права собственности на франшизу. Впоследствии была создана трилогия сиквелов: «Эпизод VII: Пробуждение силы» (2015), «Эпизод VIII: Последние джедаи» (2017) и «Эпизод IX: Скайуокер. Восход» (2019). Вместе три трилогии образуют историю семьи Скайуокеров в разные поколения под названием «Сага Скайуокеров». Все девять фильмов были номинированы на премию Оскар (с победами в первых двух фильмах) и были коммерчески успешными. Вместе с театральными спин-оффами «Изгой-один» (2016) и «Хан Соло. Звёздные войны: Истории» (2018) совокупный доход от проката фильмов составляет более 10 миллиардов долларов США, и в настоящее время она является третьей самой кассовой кинофраншизой.

## История создания
Ещё в студенческие годы Джордж Лукас задумывал снять героическую космическую фантазию с космическими перестрелками в стиле фантастических комиксов и киносериалов, выходивших в США в 1940-е — 1950-е годы и «отмерших» к концу 1960-х. Основное влияние на «Звёздные войны» оказали космические оперы вроде сериала «Флэш Гордон» и франшизы о Баке Роджерсе, а также их прародитель — литературная серия Эдгара Берроуза «Джон Картер на Марсе». Сюжетно оригинальная трилогия «Звёздных войн» частично восходит к самурайским фильмам Акиры Куросавы (большей частью «Трём негодяям в скрытой крепости»). Также на сценарий фильма повлияли многие другие фантастические произведения, такие как роман «Космический жаворонок» основателя жанра космооперы Эдварда Элмера Смита и роман «Дюна» Фрэнка Герберта.
В мае 1971 года в Каннах Лукас подписал со студией United Artists контракт на съёмку фильма «Звёздные войны», а 1 августа того же года название «The Star Wars» зарегистрировано Американской ассоциацией кинокомпаний.
Началом истории «Звёздных войн» принято считать 1976 год. Именно тогда появилась одноимённая книга-новеллизация А. Д. Фостера (в издании указано авторство лишь Джорджа Лукаса), рассказывающая о событиях «Эпизода IV: Новая надежда». Продюсеры 20th Century Fox, опасаясь провала фильма в прокате, решили выпустить книгу раньше, чтобы оценить её успешность. В 1977 году на конгрессе Всемирного сообщества научной фантастики Джордж Лукас получил специальную премию «Хьюго» за этот роман.
Первый фильм вышел 25 мая 1977 года под названием «Звёздные войны». Фильм имел огромный кассовый успех, что фактически спасло компанию 20th Century Fox от угрожавшего ей тогда банкротства. Когда сомнения в окупаемости проекта отпали, первый фильм получил подзаголовок «Новая надежда», и вскоре за ним появились два продолжения — «Империя наносит ответный удар» (режиссёр Ирвин Кершнер, 1980) и «Возвращение джедая» (режиссёр Ричард Маркуанд, 1983).
С самого начала отличительной чертой франшизы «Звёздные войны» стало массовое производство сопутствующих товаров, таких как пластмассовые фигурки персонажей, технических средств из фильмов и других игрушек, футболок с символикой фильма и т. д. Успешные маркетинговые ходы Джорджа Лукаса позволяли поддерживать у публики высокий уровень интереса к «Звёздным войнам» в перерывах между выходами фильмов. Доходы от продажи этих товаров превосходят доходы от проката самих фильмов. Ту же цель преследовало создание фильмов-спин-оффов: помимо признанного провальным «Праздничного спецвыпуска» (1978), были сняты телефильмы «Караван смельчаков. Приключения эвоков» (1984) и «Эвоки. Битва за Эндор» (1985), а также мультсериалы «Эвоки» (1985—1986) и «Дроиды» (1985—1986). В 1980-х годах была выпущена серия компьютерных игр для различных платформ по мотивам фильмов трилогии. Компания «West End Games» выпускала настольные ролевые игры по «Звёздным войнам».
В течение всех лет существования, важной составляющей франшизы были комиксы. Основными издателями комиксов «Звёздных войн» были компании Marvel Comics (1977—1987 и с 2015) и Dark Horse Comics (1991—2014), а также газеты Los Angeles Times (1979—1984) и Watertown Daily Times (1979—1984).
После спада интереса к франшизе в конце 1980-х годов последовал новый всплеск интереса, связанный с выходом в издательстве «Bantam Spectra» романов «Трилогии Трауна» Тимоти Зана. Успех романов породил выпуск в свет романов десятков различных авторов: в последующие годы ежегодно публиковалось более 10 книг по этой вселенной. Второй составляющей роста интереса стал выпуск ряда успешных компьютерных игр, прежде всего серии симуляторов «X-wing» и шутеров серии Dark Forces/Jedi Knight.
В 1997 году, 20 лет спустя после выхода первого фильма, оригинальная трилогия была переработана с добавлением компьютерных спецэффектов и выпущена в повторный прокат. В повторном прокате фильмы собрали, соответственно, 256,5 млн, 124,2 млн и 88,7 млн долларов.
В 1999 году на экраны был выпущен фильм «Звёздные войны. Эпизод I: Скрытая угроза» (режиссёр Джордж Лукас), который положил начало новой трилогии — предыстории оригинальной. Затем вышли ещё два фильма: «Звёздные войны. Эпизод II: Атака клонов» и «Звёздные войны. Эпизод III: Месть ситхов» в 2002 и 2005 соответственно.
В 2000-е годы вышли мультфильм «Звёздные войны: Войны клонов» (режиссёр Дэйв Филони, 2008) и мультсериал «Войны клонов» (2008, каналы Cartoon Network и Netflix), продолжавший его. В 2014 году стартовал мультсериал «Звёздные войны: Повстанцы» (канал Disney XD), заменивший «Войны клонов». Всего в 2014—2018 годах вышло 4 сезона «Повстанцев», после этого стало известно, что «Войны клонов» спустя пять с лишним лет вернутся на седьмой и заключительный сезон на канале Disney+.
В январе 2012 года Джордж Лукас заявил о том, что больше не будет принимать непосредственное участия в создании фильмов саги «Звёздные войны». В октябре 2012 года было объявлено, что The Walt Disney Company покупает Lucasfilm и будет заниматься дальнейшей дистрибуцией фильмов (Lucasfilm Ltd. как подразделение The Walt Disney Company продолжил отвечать за производство фильмов). Шесть эпизодов и мультсериал «Войны клонов» (2008—2020) единственные стали частью нового канона.
В конце 2012 года был анонсирован седьмой фильм, являющийся продолжением VI эпизода. Фильм «Звёздные войны: Пробуждение силы» (режиссёр Джей Джей Абрамс) вышел в прокат в декабре 2015 года.
10 декабря 2016 года состоялась премьера первого полнометражного кинофильма, не являющегося «Эпизодом» основной саги — «Изгой-один. Звёздные войны: Истории» (режиссёр Гарет Эдвардс). Действие в этом фильме происходило непосредственно перед событиями «Эпизода IV».
В марте 2015 года был анонсирован «Эпизод VIII: Последние джедаи» (режиссёр Райан Джонсон), его мировая премьера состоялась 8 декабря 2017 года.
10 мая 2018 года состоялась премьера второго спин-оффа «Звёздных войн» «Хан Соло. Звёздные войны: Истории». Фильм стал наименее успешным по кассовым сборам в истории саги.
В ноябре 2019 года на канале Disney+ состоялась премьера игрового сериала «Мандалорец» (создатель Джон Фавро). Действие сериала происходит между событиями VI и VII эпизодов саги.
В декабре 2019 года состоялась премьера фильма «Скайуокер. Восход» заключительного эпизода третьей трилогии саги (режиссёр Джей Джей Абрамс).
В ноябре 2017 было объявлено про новую трилогию фильмов под авторством Райана Джонсона. По состоянию на 2022 год, производство этих фильмов ещё не началось из-за занятости режиссёра на сторонних проектах.
В мае 2019 было объявлено о предстоящем выходе ещё трёх фильмов в 2022, 2024 и 2026 гг. Впоследствии эти годы неоднократно переносились и по состоянию на 2025 было объявлено, что первый фильм выйдет в мае 2026, а второй в мае 2027.
В октябре 2022 года был подтверждён выход ещё одного фильма, режиссёром которого выступит Шармин Обаид-Чиной, a в ноябре появились сообщения о фильме Шона Леви.
В апреле 2023 года на «Celebration 2023» было объявлено название фильма режиссёра Шармин Обаид-Чины «Звёздные войны. Эпизод X: Новый орден джедаев» (дата выхода неизвестна).
4 июня 2024 года на Disney+ состоялась премьера сериала «Звездных войн» — «Аколит». Действие «Аколита» разворачивается примерно за сто лет до событий, показанных в I эпизоде.

## Продажа Disney
В 2012 году на киноэкраны вышел обновлённый вариант первого эпизода — в 3D. Тогда же компания The Walt Disney Company, купившая Lucasfilm, сообщила, что планирует выпустить новый (седьмой) эпизод «Звёздных войн» в 2015 году. Джордж Лукас по этому поводу сказал
Пришло время передать «Звёздные войны» новому поколению кинематографистов. Я всегда верил, что «Звёздные войны» смогут пережить меня, и решил, что очень важно передать их другим в течение моей жизни.
Более того, новые владельцы бренда «Звёздных войн» готовятся создать целую трилогию, а также телесериал, действие которого будет разворачиваться во временно́м промежутке между сюжетами III и IV эпизодов.
Первый рекламный ролик эпизода VII вышел на экраны 28 ноября 2014 года, объявив декабрь 2015 года как дату выхода фильма.
В 2018 году вышел фильм о Хане Соло, который получил название «Хан Соло. Звёздные войны: Истории», он рассказывает об одном из главных героев оригинальной трилогии.
В 2024 году Disney выпустил новый сериал из вселенной «Звездных войн» — «Аколит». Действие «Аколита» разворачивается примерно за сто лет до событий, показанных в классической трилогии.

## Иерархия проекта
Проект объединяет в себе киноэпопею из девяти полнометражных фильмов, нескольких телефильмов, игровых и анимационных сериалов, романы (в том числе и аудиороманы), повести и рассказы, комиксы и журналы, энциклопедии и художественные альбомы, литературу по ролевым играм, игрушки, компьютерные игры и тому подобное.
Иерархию проекта можно представить следующим образом:
- «Звёздные войны» (марка) — все вымышленные и документальные материалы, выпущенные по официальной лицензии Lucasfilm. Ныне принадлежит Disney.
  - Вселенная «Звёздных войн» (англ. Star Wars Universe, SWU) — совокупность всех вымышленных материалов по тематике «Звёздных войн», выпущенных по официальной лицензии.
    - Киноэпопея «Звёздные войны» — события вселенной, изложенные в полнометражных фильмах.
      - Сага — девять фильмов-эпизодов (1977—2019), состоящих из трилогии приквелов (I, II, III; 1999—2005), оригинальной трилогии (IV, V, VI; 1977—1983), и трилогии сиквелов (VII, VIII, IX; 2015—2019).
      - Истории — фильмы, рассказывающие о разных не связанных друг с другом событиях вселенной разных времён. Первым фильмом стал Изгой-один (2016), повествующий о группе повстанцев, выполняющих миссию по нахождению планов первой Звезды смерти у Империи, которые позже будут использованы Сопротивлением в битве при Явине. Второй фильм (2018) рассказывает предысторию Хана Соло — контрабандиста и героя Галактической гражданской войны, одного из главных персонажей классической трилогии.
      - Легенды — совокупность всех побочных полнометражных фильмов и телевизионных проектов, выпущенных на волне популярности классической трилогии и позже признанных неканоническими.

    - Расширенная вселенная, РВ (англ. Expanded Universe, EU) — события вселенной «Звёздных войн», не рассказанные в фильмах; дополняет и расширяет вселенную на временной период в двадцать с лишним тысяч лет. События РВ описываются в литературных произведениях, комиксах, сериалах, видеоиграх и т. д.
      - Канон — события РВ, признанные каноническими.
      - Легенды — события РВ, которые, в соответствии с названием, могут быть как полной или частичной правдой, так и ложью. Бо́льшая часть РВ.

## Полнометражные фильмы
Серия фильмов «Звёздные войны», которая превратилась в трилогию трилогий и была переименована в «Сагу Скайуокеров», была выпущена, начиная с оригинальной трилогии (Эпизоды IV, V и VI, 1977—1983), за которой следуют трилогия приквелов (Эпизоды I, II и III, 1999—2005) и трилогия сиквелов (Эпизоды VII, VIII и IX, 2015—2019). Каждая из трёх трилогий посвящена чувствительной к Силе семье Скайуокеров. В приквелах рассказывается об Энакине Скайуокере и его обучении в качестве Джедая, а в конечном итоге он встаёт на тёмную сторону как Дарт Вейдер. Оригинальная трилогия следует за его детьми, Люком и Леей, когда они присоединяются к Повстанческому альянсу и сражаются с Вейдером и Галактической Империей. В продолжении трилогии фигурирует Кайло Рен (Бен Соло), главный антагонист и, возможно, Верховный лидер Первого ордена, а также сын Леи, племянник Люка и внук Энакина.
Поскольку Лукас обрисовывал в общих чертах трилогию трилогий, он также вообразил создание дополнительных фильмов, не связанных с сагой Скайуокеров. Первыми театральными фильмами, снятыми вне основного эпизодического сериала, были спин-офф фильмы про эвоков «Караван смельчаков. Приключения эвоков» (1984) и «Эвоки. Битва за Эндор» (1985), которые были показаны на международном уровне после того, как они были выпущены для телевидения.
После завершения своей саги из шести эпизодов в 2005 году Лукас вернулся к спин-оффам в форме телесериалов. Анимационный фильм «Войны клонов» (2008) был выпущен в качестве пилота для одноимённого сериала. Антологический ряд, установленный между основными эпизодами, начал развиваться параллельно с производством трилогии сиквела, описанной финансовым директором Disney Джей Расуло как истории происхождения. Первый фильм, «Изгой-один. Звёздные войны: Истории» (2016), рассказывает историю повстанцев, которые крадут планы «Звезды смерти» непосредственно перед Эпизодом IV. «Хан Соло. Звёздные войны: Истории» (2018) фокусируется на предыстории Хана, также с участием Чубакки и Лэндо Калриссиана.

### Сага Скайуокеров
| Фильм                                | Дата выхода                          | Режиссёр                             | Сценарист(ы)                                   | Сюжет                                                           | Продюсер(ы)                                      |
| Оригинальная трилогия: Эпизоды IV—VI | Оригинальная трилогия: Эпизоды IV—VI | Оригинальная трилогия: Эпизоды IV—VI | Оригинальная трилогия: Эпизоды IV—VI           | Оригинальная трилогия: Эпизоды IV—VI                            | Оригинальная трилогия: Эпизоды IV—VI             |
| ------------------------------------ | ------------------------------------ | ------------------------------------ | ---------------------------------------------- | --------------------------------------------------------------- | ------------------------------------------------ |
| Новая надежда                        | 25 мая 1977                          | Джордж Лукас                         | Джордж Лукас                                   | Джордж Лукас                                                    | Гэри Курц                                        |
| Империя наносит ответный удар        | 21 мая 1980                          | Ирвин Кершнер                        | Ли Брэкетт и Лоуренс Кэздан                    | Джордж Лукас                                                    | Гэри Курц                                        |
| Возвращение джедая                   | 25 мая 1983                          | Ричард Маркуанд                      | Лоуренс Кэздан и Джордж Лукас                  | Джордж Лукас                                                    | Ховард Казанджян                                 |
| Трилогия приквелов: Эпизоды I—III    |                                      |                                      |                                                |                                                                 |                                                  |
| Скрытая угроза                       | 19 мая 1999                          | Джордж Лукас                         | Джордж Лукас                                   | Джордж Лукас                                                    | Рик Маккаллум                                    |
| Атака клонов                         | 16 мая 2002                          | Джордж Лукас                         | Джордж Лукас и Джонатан Хейлз                  | Джордж Лукас                                                    | Рик Маккаллум                                    |
| Месть ситхов                         | 19 мая 2005                          | Джордж Лукас                         | Джордж Лукас                                   | Джордж Лукас                                                    | Рик Маккаллум                                    |
| Трилогия сиквелов: Эпизоды VII—IX    |                                      |                                      |                                                |                                                                 |                                                  |
| Пробуждение силы                     | 18 декабря 2015                      | Джей Джей Абрамс                     | Лоуренс Кэздан, Джей Джей Абрамс и Майкл Арндт | Лоуренс Кэздан, Джей Джей Абрамс и Майкл Арндт                  | Кэтлин Кеннеди, Джей Джей Абрамс и Брайан Берк   |
| Последние джедаи                     | 15 декабря 2017                      | Райан Джонсон                        | Райан Джонсон                                  | Райан Джонсон                                                   | Кэтлин Кеннеди и Рэм Бергман                     |
| Скайуокер. Восход                    | 19 декабря 2019                      | Джей Джей Абрамс                     | Крис Террио и Джей Джей Абрамс                 | Дерек Коннолли, Колин Треворроу, Джей Джей Абрамс и Крис Террио | Кэтлин Кеннеди, Джей Джей Абрамс и Мишель Рейван |

Все фильмы охватывают период в 67 лет (с 32 ДБЯ до 35 ПБЯ).

#### Оригинальная трилогия

Обложка DVD-версии оригинальной трилогии «Star Wars». Художники — Тим и Грег Хильдебрандты

Звёздный разрушитель в начальной сцене фильма «Звёздные войны» (1977)

Основным героем повествования является Люк Скайуокер.
Люк знакомится с постаревшим Оби-Ваном. Люк узнаёт, что его отец был джедаем — и, следовательно, Люк тоже может обучиться мастерству джедая, так как способность к Силе передаётся по наследству. Люк начинает обучение как рыцарь-джедай, сначала у Оби-Вана, позже у магистра Йо́ды и вступает в Альянс за восстановление Республики, борющийся против Империи.
Поскольку орден джедаев разгромлен, Люк — единственный молодой джедай, противостоящий Палпатину и Дарту Вейдеру. Чувствуя угрозу, они стремятся переманить Люка на Тёмную сторону Силы. Однако Люк держится Светлой стороны и верит, что в Вейдере осталось добро. Палпатин провоцирует Люка, и тот вступает в схватку со своим отцом Вейдером, которого ему, в конце концов, удаётся одолеть, отрубив руку со световым мечом (аналогичную травму ему нанёс граф Дуку в Эпизоде II, а самому Люку — Вейдер в Эпизоде V). Люк отказывается последовать призыву Палпатина перейти на Тёмную сторону, убить отца и занять его место рядом с Императором. Палпатин понимает, что ему не обратить Люка на Тёмную сторону, и начинает мучить его, используя свои способности в Силе. Когда он уже готов его убить, Дарт Вейдер из последних сил сбрасывает Палпатина в шахту Звезды Смерти, тем самым перейдя обратно на Светлую сторону.
Вейдер чувствует, что умирает, и просит Люка снять с него маску, чтобы взглянуть на сына собственными глазами. Люк снимает с Вейдера маску, через которую тот смотрел на мир долгие годы. Умирая, Вейдер признаёт, что в нём действительно осталось добро.
Во время празднования победы Люк видит улыбающихся ду́хов Оби-Вана, магистра Йоды и молодого Энакина Скайуокера.

#### Трилогия приквелов
В центре трилогии приквелов — трагедия отца Люка, Энакина Скайуо́кера.
Впервые Энакин появляется в девятилетнем возрасте. Он живёт на планете Татуин со своей матерью Шми; они оба — невольники. Волей Силы на Татуин прибывают Квай-Гон Джинн и Оби-Ван Кеноби (во время прибытия на Татуин он ещё ученик — «падаван») — адепты рыцарского ордена джедаев, сопровождающие королеву Падме Амидалу, сбежавшую с оккупированной войсками Торговой федерации планеты Набу. Квай-Гон ощущает в Энакине Силу, которой тот пользуется без каких-либо затруднений, что сразу наводит его на мысль о том, что Энакин и есть «тот, кто восстановит равновесие силы», ребёнок, о котором говорилось в пророчестве ордена джедаев. Квай-Гон освобождает Энакина из рабства и забирает на Ко́русант (планету-столицу Галактической Республики), где пытается убедить Совет Джедаев взять мальчика на обучение. Однако Совет отказывается сделать это. Тогда Квай-Гон предлагает Оби-Вану наблюдать за ним, рассчитывая, что однажды мальчика возьмут на обучение. Не получив должной поддержки Галактического Сената, герои вместе с королевой Амидалой отправляются на её оккупированную планету Набу, чтобы снять блокаду. В ходе штурма дворца джедаи лицом к лицу встречаются с учеником Тёмного Лорда Дартом Молом. В смертельной дуэли на световых мечах погибает Квай-Гон Джинн. Оби-Вану удаётся сразить Дарта Мола. Перед смертью Квай-Гон умоляет Оби-Вана взять Энакина Скайуокера в ученики. Оби-Ван добивается того, чтобы стать учителем Энакина.
Спустя 10 лет Энакин вновь встречается с Падме Амидалой — юным сенатором планеты Набу, с которой он познакомился ещё на Татуине, когда планету посетили джедаи. Между ним и Падме возникает чувство, которое они старательно пытаются скрыть от окружающих. Поручение Энакину охраны Амидалы, на которую совершены два покушения, только сближает героев. Тем временем учитель Энакина Оби-Ван Кеноби берётся расследовать произошедшие покушения. События последних лет, начиная с явления ученика Тёмного Лорда явно свидетельствуют о воскрешении ордена ситхов — адептов Тёмной стороны Силы. Расследование приводит Оби-Вана на планету Камино, где идёт ускоренное создание армии клонов для Галактической Республики — якобы по заказу одного из давно погибших джедаев. Донором для клонов стал некий наёмник Джанго Фетт; джедай понимает, что именно он был исполнителем в двух покушениях на Амидалу. Преследуя этого наёмника, Оби-Ван попадает на планету Джеонозис, где оказывается в ловушке сепаратистов, желающих отделения от Галактической Республики.
Тем временем Энакин Скайуокер в сопровождении Падме Амидалы отправляется на Татуин, чтобы найти мать. По ночам его терзают кошмары, в которых он видит её смерть. Прибыв на родную планету, Энакин узнаёт, что его мать попала в плен песчаных разбойников. Энакин пытается спасти её, но Шми умирает у него на руках. Он жестоко мстит за неё, вырезая целую деревню аборигенов. Далее Энакин получает сигнал о помощи от Оби-Вана и отправляется вместе с сенатором Амидалой на планету, где они оказываются схвачены аборигенами, помогающими сепаратистам. Падме Амидала, Энакин Скайуокер и Оби-Ван Кеноби приговорены к казни на гладиаторской арене, однако в самый разгар боя казнь прерывают прибывшие на помощь рыцари-джедаи. Сепаратисты выпускают против врагов огромную армию дроидов. Большая часть джедаев погибает, а остальные оказываются окружены дроидами. Внезапно на арену прибывают корабли с подготовленными для боя клонами. Клоны уничтожают всю армию дроидов. Оби-Ван и Энакин пытаются остановить лидера сепаратистов, бывшего джедая, ставшего ситхом — графа Дуку, однако им это не удаётся. В ходе схватки с Дуку Энакин лишается правой руки. После поражения джедаев на помощь приходит магистр Йода и вступает в бой с бывшим учеником, но спасая обессиленных Энакина и Оби-Вана от Дуку, он упускает ситха. После битвы Энакин возвращается на Набу вместе с Падме и тайно женится на ней.
Начинаются трёхлетние Войны клонов. За это время Скайуокер преуспевает во владении Силой и заканчивает обучение у Оби-Вана. Энакин попадает под влияние канцлера Палпати́на. Однако ни он, ни остальные джедаи ещё не знают, что под личиной канцлера скрывается Тёмный Лорд ситхов Дарт Си́диус. Лицемерием и хитростью Палпатин подрывает доверие Энакина к джедаям и лично к Оби-Вану, а затем склоняет его на тёмную сторону Силы, обещая предотвратить смерть Падме, которую Энакин видит в кошмарах.
Во время не очень удачной попытки ареста Палпатина джедаями в покои врывается Энакин. Чтобы спасти Палпатина и, как он думает, свою супругу, Энакин помогает убить последнего оставшегося в живых участника ареста джедая Мэйса Винду, победившего Палпатина. Тёмный Лорд ситхов благодаря помощи Энакина в итоге добивает Мэйса Винду. Энакин становится новым учеником Дарта Сидиуса, переходит на Тёмную сторону и клянётся Тёмному Владыке в верности. Он получает новое имя — Дарт Ве́йдер в знак принадлежности к ситхам и Тёмной стороне. Энакин и армия клонов уничтожает по поручению Палпатина орден джедаев, включая юнлингов (самых молодых учеников ордена), что даёт ситху полную власть над Республикой. Палпатин устанавливает в Республике диктатуру, провозглашает её Галактической Империей, а себя — Императором. Энакин из ревности наносит снившиеся в кошмарах смертельные травмы своей беременной супруге и вступает в схватку со своим бывшим учителем Оби-Ваном, но терпит поражение. Тело Энакина изуродовано, он при смерти. Палпатин облачает Энакина в чёрные доспехи, поддерживающие жизнь. Дарт Вейдер становится правой рукой Императора.
Тем временем Падме рожает двоих детей, зачатых от Энакина до его перехода на Тёмную сторону: Лю́ка и Ле́ю. Перед смертью Падме говорит Оби-Вану о своей вере в то, что в Энакине ещё осталось добро. Детей прячут на двух разных планетах.

#### Трилогия сиквелов
Проходит 30 лет. Люк пропадает. В это время кипит война между государственным образованием Первый Орден и Сопротивлением. И Первый орден, и Сопротивление, во главе с Леей, прочёсывают Галактику в поисках Люка. Лучший пилот Сопротивления По Дэмерон послан на планету Джакку, чтобы отыскать карту с местоположением Люка. Но возглавляемые капитаном Фазмой и Кайло Реном штурмовики берут в плен По. Его дроид, BB-8, сбегает с картой и натыкается на поселение-барахолку, жители которого ищут и продают технический мусор. Там он встречает молодую искательницу Рей и заводит с ней дружбу. Бывший штурмовик Первого ордена сбегает и освобождает По, который даёт штурмовику новое имя «Финн» взамен номера FN-2187. Первый Орден выслеживает Финна и наносит авиаудар по поселению, заставляя героев украсть старый космический корабль, не зная, что это «Тысячелетний Сокол». Корабль находят Хан Соло и Чубакка. Они рассказывают Рей и Финну, что Люк пропал после того, как его ученик — сын Хана и Леи — перешёл на Тёмную сторону Силы и взял себе имя Кайло Рен. Сноук, верховный лидер Первого ордена, становится новым наставником Кайло Рена. Чтобы преодолеть зов Светлой стороны, Сноук велит Кайло убить своего отца, Хана Соло. Сила зовёт Рей к световому мечу Энакина Скайуокера. Но этот меч вызывает у неё ужасные видения.
Через некоторое время Хан воссоединяется с Леей после долгой разлуки. Герои вместе с Финном и Чубаккой отправляются в опорный пункт Сопротивления, где с момента исчезновения Люка в спящем режиме пребывает дроид R2-D2, принадлежавший сначала Энакину, а затем Люку.
Хан называет Рена настоящим именем «Бен» и просит сына оставить Тёмную сторону. Кайло Рен, испытывая внутреннюю борьбу, убивает Хана, тело которого пропадает вместе со взрывом Старкиллера, базы Первого ордена.
Сопротивление празднует победу и оплакивает Хана. Неожиданно просыпается R2-D2, в котором хранились оставшиеся части карты, ведущей к Люку Скайуокеру. Рей, Чубакка и R2-D2 на Соколе летят к удалённой планете, на которую указывает карта. Там Рей находит Люка и возвращает ему световой меч.
Кораблям Сопротивления, под руководством генерала Леи Органа, приходится спешно эвакуироваться с основной базы, когда к планете приближается флотилия «Звёздных разрушителей» и дредноут Первого ордена. Прикрывая транспортные корабли коммандер По Дэмерон в одиночку вступает в бой с противником. После успешного выхода флотилии Сопротивления в гиперпространство, По, несмотря на приказ Леи об отступлении бросает все оставшиеся бомбардировщики на уничтожение дредноута. Из-за невыполнения приказа, которое стоило Сопротивлению практически всех боеспособных кораблей, Лея понижает По в звании.
Верховный лидер Первого ордена Сноук выносит генералу Хаксу жестокий выговор за то, что он упустил флот Сопротивления, тем не менее, Хаксу удаётся отследить его с помощью новейшей технологии трекинга и атаковать его всеми имеющимися силами. В ходе атаки отряд во главе с Кайло Реном нападает на флагманский корабль Сопротивления, в котором находится Лея. Мать и сын чувствуют присутствие друг друга. Кайло Рен не решается убить свою мать и жестом отказывается стрелять по ней, однако сопровождающие его истребители, открывают огонь на поражение. В результате этой атаки командный мостик корабля уничтожен: офицеры Сопротивления, среди которых адмирал Акбар погибают, а Лею выбрасывает в открытый космос. Лея используя Силу, возвращается на корабль, однако эта попытка забирает у неё остаток сил и она впадает в кому.
Рей во время очередного контакта с Кайло Реном осознаёт: в Кайло ещё осталось добро. Она верит, что сможет вернуть Бена, и отправляется на встречу с ним. По прибытии Рей арестована Кайло и направляется на встречу с Верховным лидером Сноуком.
Рей и Кайло Рен встречаются со Сноуком. Тот показывает Рей, что с Сопротивлением практически покончено, пытается разузнать местонахождение Люка Скайуокера, якобы последнего джедая, говорит, что собирается показательно убить Рей руками Кайло Рена, а также признаётся, что умеет управлять мыслями и что эффекты колебаний души Бена Соло — его работа. Сноук требует от Бена убить Рей. Но Кайло Рен, не желая видеть гибель девушки, решает спасти её. Он силой направляет отнятый световой меч Рей на Сноука и разрубает Верховного лидера пополам. Бен и Рей вступают в бой с телохранителями Сноука и уничтожают их всех до единого. После этого Кайло Рен призывает Рей остаться, объединить силы и вместе с ним установить новый порядок в галактике, но она отказывается. Затем она попыталась силой забрать световой меч Люка, но Кайло Рен попытался помешать ей это сделать. В итоге, пытаясь отнять световой меч друг у друга, они разломали его пополам.
Холдо видит безнадёжное положение Сопротивления и, дабы помочь друзьям, разворачивает флагман на Первый орден и производит таран на гиперскорости. Своим самопожертвованием она даёт возможность остаткам сил Сопротивления добраться до базы, сбежать Рей на «Тысячелетнем Соколе», и спасает Финна и Роуз от казни во время исполнения приговора. Финн даёт бой Фазме, но Фазма в итоге погибает от разрушения пола под ней во взрыве корабля. С помощью BB-8 Финн и Роуз добираются до базы повстанцев.
Хакс прибывает на место гибели Сноука и требует от Кайло Рена объяснений. Тот обманывает Хакса, обвиняя её в убийстве Сноука, и провозглашает себя новым Верховным лидером. Возглавив Первый орден, Кайло Рен отдаёт приказ начать наступление на базу повстанцев.
В это время появляется Люк. Он беседует с сестрой и выходит сразиться с Первым орденом. По приказу Кайло по Люку начинают вести беспрерывный огонь, но он остаётся невредимым. На битву с Люком выходит Кайло Рен. Люк умело уворачивается от светового меча Кайло, который пытается поразить его. Люк говорит Кайло Рену, что сожалеет обо всём случившемся. Он утверждает, что война только начинается, и что он далеко не последний джедай (как и предполагалось, последними джедаями оказались Рей и Кайло Рен). Люк даёт Кайло пронзить себя, но от этого не получает повреждений. Оказывается Люк всё это время оставался на острове в Первом Храме джедаев и использовал Силу на расстоянии, и перед Кайло стоял не он сам, а лишь созданный им его фантом. Как оказалось, он пытался отвлечь Первый орден, чтобы у остатков Сопротивления была возможность бежать. Находясь в Храме, потерявший слишком много сил Люк устало смотрит на закат перед тем, как умереть, слившись с Силой.
В последней сцене на планете Канто-Байт мальчик, ранее оказавший помощь Финну и Роуз, рассказывает друзьям историю о подвиге Люка Скайуокера, а затем с помощью Силы притягивает метлу и мечтательно смотрит на звёзды, держа в руке кольцо с эмблемой Сопротивления.
Верховный лидер Кайло Рен находит навигационное устройство, ведущее на планету Экзегол, убежище древних ситхов. Он обнаруживает физически слабого галактического императора Шива Палпатина, который рассказывает, что создал Сноука в качестве марионетки для управления Первым Орденом. Палпатин предлагает объединить усилия, вводя в строй флот старых звёздных разрушителей, с помощью которых можно создать новую Галактическую Империю. Он поручает Кайло найти Рей, которая продолжает обучение на пути джедая под началом генерала Леи Органы.
Тем временем Финн, По и Чубакка от шпиона Сопротивления в Первом Ордене получают информацию об открытии Кайло. Узнав, что Палпатин вернулся, Рей обнаруживает заметки об артефакте ситхов в текстах джедаев, оставленных Люком Скайуокером. Рей, По, Финн, Чубакка, BB-8 и C-3PO отправляются на планету Пасаана, чтобы найти «зацепку».
На Пасаане они встречаются с Лэндо Калриссианом, который объясняет, что он и Люк отследили артефакт до его последнего известного местоположения в пустыне. Кайло с помощью Силы узнаёт, где находится Рей, и отправляется на Пасаану вместе с рыцарями Рен. Рей и другие обнаруживают останки убийцы-ситха, его корабль и кинжал с надписью на ситхском. C-3PO способен прочитать текст, но в его памяти стоит блок на перевод ситхского со времён Галактической Республики. Первый Орден захватывает «Тысячелетний сокол», Чубакку и кинжал; Рей, пытаясь спасти Чубакку, случайно уничтожает транспорт Первого Ордена молнией Силы. Группа убегает на корабле убийцы, предполагая, что Чубакка был убит в результате взрыва.
По предлагает им отправиться на Киджими, чтобы извлечь текст ситхов из памяти C-3PO, но в результате дроид полностью теряет память. В тексте содержатся координаты навигационного устройства ситхов на одной из лун Эндора. На Киджими прибывает Рен на своём флагмане. Рей чувствует, что Чубакка жив и находится на борту новейшего разрушителя. Пока Кайло ищет Рей, остальные проникают в его звёздный разрушитель с помощью Зории Блисс, давней подруги По. Рен с помощью связи через Силу говорит Рей, что она внучка Палпатина, который отдал приказ о её убийстве в детстве, боясь её силы. Рей забирает кинжал, и в видениях понимает, что убийца использовал его для ликвидации её родителей.
По и Финн, освободив Чубакку, попадают в плен. Генерал Энрик Прайд приказывает казнить всех троих. Генерал Армитаж Хакс забирает бластер у одного из штурмовиков, заявляя, что сам хочет их казнить, но вместо этого расстреливает палачей. Хакс заявляет, что это он — шпион, движимый исключительно ненавистью к Рену. Он позволяет повстанцам бежать на «Соколе», предварительно подстрелив его. Но Прайд раскрывает заговор и убивает Хакса. Звёздный разрушитель Империи уничтожает Киджими бортовым суперлазером.
Группа следует по координатам к Кеф’Биру. Они встречают сироту Джанну, которая ведёт их к обломкам второй «Звезды Смерти». Рей находит в соседнем с тронным залом помещении навигационное устройство и, прикоснувшись к нему, видит себя ситхом. Рен, отследив её до Кеф’Бира, уничтожает устройство и вовлекает Рей в поединок. Умирающая Лея зовёт Кайло через Силу и Рей в этот момент пронзает его мечом. Генерал Органа в присутствии R2-D2 и Маз Канаты умирает. Чувствуя смерть Леи, Рей лечит Кайло и забирает его TIE Fighter, улетает на Ак-То. Затем она сжигает корабль, чтобы не иметь возможности покинуть остров, и выбрасывает меч Скайуокеров, но его ловит дух Люка, побуждающий Рей встретиться с Дартом Сидиусом, как когда-то он встретился с Дартом Вейдером. Он даёт ей световой меч Леи. Рей улетает на Экзегол, используя навигационное устройство Кайло с его корабля. Между тем, к Рену в видении приходит его отец, Хан Соло. После короткого разговора Кайло выбрасывает свой световой меч и отрекается от Тёмной стороны.
По, Финн, Чубакка, BB-8 и C-3PO возвращаются на базу Сопротивления. По Дэмерон по завещанию Леи назначен командующим. Стоя над телом принцессы, он разговаривает с Лэндо, вдохновляясь на продолжение борьбы. На связь выходит Красный-5 — X-wing Люка. По поднимает флот сопротивления и направляется на Экзегол. Тем временем R2-D2 восстанавливает память C-3PO.
Рей прибывает на Экзегол, передавая свой маршрут через гравитационные аномалии Сопротивлению. Бывший император требует, чтобы Рей убила его — после такого ритуального жертвоприношения девушка должна превратиться в новую Императрицу, тем самым став ситхом. Сопротивление вступает в бой с флотом Палпатина. Флагман-разрушитель Прайда продолжает передавать координаты остальным кораблям флота ситхов, пока Финн и Джанна не уничтожают передатчик, не дав тем самым флоту покинуть орбиту. Бен Соло прибывает, чтобы помочь Рей, одолевая рыцарей Рен. Палпатин, поняв, что Рей не будет его убивать, использует Силу, чтобы поглотить жизненную сущность Рей и Бена, омолаживая себя, а затем атакует флот Сопротивления молнией Силы. Ослабленная Рей слышит голоса джедаев прошлого, в том числе Энакина Скайуокера, Оби-Вана Кеноби, Йоды, Мейса Винду и Квай-Гон Джинна. Они побуждают Рей восстать против ситха, который атакует её своей молнией Силы. Рей, удерживая молнию световыми мечами Люка и Леи, убивает Палпатина, но погибает от энергетического взрыва после смерти Дарта Сидиуса. Бен воскрешает её с помощью Силы и целует, прежде чем умирает сам. Его тело мгновенно исчезает одновременно с телом матери. Финну и Джанне удаётся перенаправить одно из орудий главного калибра флагмана на мостик. Корабль Первого Ордена взрывается прежде, чем находящийся на борту Прайд успевает его покинуть и передать координаты остальным кораблям. Тем временем к Сопротивлению присоединяются добровольцы из Центральных миров, набранные Калриссианом. Вместе с подошедшими кораблями повстанцы уничтожают флот ситхов.
Галактика восстаёт против Первого Ордена, уничтожая его новейшие разрушители. Рей отправляется на Татуин, на ферму Ларсов, где рос Люк. Там она закапывает световые мечи Скайуокеров, после чего активирует свой собственный собранный меч с клинком золотого цвета. Местная жительница интересуется её именем, на что гостья, посмотрев на горизонт, где появились призраки Люка и Леи, отвечает: «Рей Скайуокер».

### Другие фильмы
| Фильм                               | Дата выхода     | Режиссёр       | Сценарист(ы)                     | Сюжет                            | Продюсер(ы)                                      |
| ----------------------------------- | --------------- | -------------- | -------------------------------- | -------------------------------- | ------------------------------------------------ |
| Изгой-один. Звёздные войны: Истории | 16 декабря 2016 | Гаррет Эдвардс | Крис Вайц и Тони Гилрой          | Джон Нолл и Гэри Уитта           | Кэтлин Кеннеди, Эллисон Шермур и Саймон Эмануэль |
| Хан Соло. Звёздные войны: Истории   | 25 мая 2018     | Рон Ховард     | Джонатан Кэздан и Лоуренс Кэздан | Джонатан Кэздан и Лоуренс Кэздан | Кэтлин Кеннеди, Эллисон Шермур и Саймон Эмануэль |

### Анимационный фильм
| Фильм        | Дата выхода     | Режиссёр    | Сценаристы                                 | Продюсер      |
| ------------ | --------------- | ----------- | ------------------------------------------ | ------------- |
| Войны клонов | 15 августа 2008 | Дэйв Филони | Генри Гилрой, Стивен Мелчинг и Скотт Мерфи | Кэтрин Уиндер |

### Будущие фильмы
| Фильм                                  | Дата выхода | Режиссёр           | Сценарист(ы)                 | Продюсер(ы)                                         | Статус        | Ссылки        |
| -------------------------------------- | ----------- | ------------------ | ---------------------------- | --------------------------------------------------- | ------------- | ------------- |
| Мандалорец и Грогу                     | 22 мая 2026 | Джон Фавро         | Джон Фавро и Дэйв Филони     | Джон Фавро, Кэтлин Кеннеди, Дэйв Филони и Йен Брайс | Пост-продакшн | [ 32 ] [ 33 ] |
| Звёздный истребитель                   | 28 мая 2027 | Шон Леви           | Джонатан Троппер             | Кэтлин Кеннеди и Шон Леви                           | Пре-продакшн  | [ 34 ]        |
| Безымяный фильм о Новом Ордене джедаев | TBA         | Шармин Обаид-Чиной | Джордж Нолфи                 | Кэтлин Кеннеди                                      | Пре-продакшн  | [ 35 ]        |
| Безымяный фильм о Заре Джедаев         | TBA         | Джеймс Мэнголд     | Джеймс Мэнголд и Бо Уиллимон | Кэтлин Кеннеди                                      | В разработке  | [ 35 ]        |
| Безымяный фильм о Новой Республике     | TBA         | Дэйв Филони        | Дэйв Филони                  | Кэтлин Кеннеди и Джон Фавро                         | В разработке  | [ 35 ]        |

#### Другие потенциальные проекты
У студии Lucasfilm есть ещё несколько фильмов «Звездных войн» на разных стадиях разработки, в том числе:
- Безымянная трилогия Райана Джонсона. В ноябре 2017 года было объявлено, что в разработке находится трилогия фильмов, написанная сценаристом/режиссером «Последних джедаев» Райаном Джонсоном[36][37]. В апреле 2023 года Кеннеди заявила, что хотя трилогия фильмов все еще находится в открытой разработке, а сценарист/режиссер работает над сюжетом, она не является приоритетом[38].
- Безымянная трилогия Дэвида Бениоффа и Д. Б. Уайсса. В феврале 2018 года было объявлено, что Дэвид Бениофф и Д. Б. Уайсс выступят в качестве сценаристов и продюсеров новой трилогии новых «Звездных войн»[39]. События трилогии хронологически будет происходить до трилогии приквелов и сосредоточаться вокруг происхождения джедаев[40]. К маю 2019 года стало известно, что Дэвид Бениофф и Д. Б. Уайсс также должны были стать сорежиссёрами первой части трилогии[41]. Однако в октябре того же года дуэт создателей фильмов покинули проект из-за конфликтов в расписании с проектами, которые они разрабатывают для Netflix. Кеннеди заявила, что студия открыта для сотрудничества с дуэтом в разработке их фильмов, как только их график позволит им вернутся[42]. В январе 2024 года дуэт Дэвид Бениофф и Д. Б. Уайсс объявили, что рабочее название трилогии — «Первый джедай», и она расскажет о титульном древнем главным герое. Пара усомнилась в своем возвращении к запланированной трилогии, прокомментировав это её очевидным влиянием на фильм Джеймса Мэнголда «Рассвет джедаев» с схожим сюжетом[43].
- Безымянный фильм Тайки Вайтити. В мае 2020 года Тайка Вайтити подписался на проект, который был заявлен как главный приоритет для студии. Вайтити выступит в качестве режиссера по сценарию, который он написал совместно с Кристи Уилсон-Кернс[44]. В мае 2022 года проект был назван следующим фильмом «Звездных войн», производство которого начнется раньше «Эскадрильи изгоев», а Кеннеди заявила, что студия предварительно рассчитывает на конец 2023 года, но пока официально не установила дату релиза[45][46]. К апрелю 2023 года она объявила, что проект все еще находится в разработке, а Вайтити продолжает работать над сценарием[47][38].
- Эскадрилья «Изгой». Фильм-антология, основанный на событиях фильма «Изгой-один», будет снят Пэтти Дженкинс по сценарию Мэттью Робинсона[48]. В апреле 2023 года Кеннеди заявила, что сценарий все еще находится в разработке, а студия рассматривает возможность превращения проекта в телесериал[49]. В марте 2024 года Дженкинс объявила, что она снова начала работать над сценарием, подтвердив что разработка проекта продолжается[50].
- Безымянный фильм Дж. Д. Дилларда. В феврале 2020 года было объявлено, что в разработке находится фильм от режиссера Дж. Д. Дилларда и сценариста Мэтта Оуэнса[51]. В ноябре 2022 года Диллард объявил, что больше не будет режиссировать этот фильм[52].
- Звёздные войны: История дроида. В декабре 2020 года было объявлено, что в разработке находится анимационный фильм, посвященный приключениям R2-D2 и C-3PO. Наряду с двумя дроидами история представит нового героического персонажа. Проект будет совместным производством Lucasfilm Animation и Industrial Light & Magic. Фильм разрабатывается для эксклюзивного показа на стриминговом сервисе Disney+[53][54][55].
- Лэндо. В декабре 2020 года было объявлено, что вразработке находится сериал — спин-офф фильма «Хан Соло. Звёздные войны: Истории». Было раскрыто, что мини-сериал, который разрабатывается эксклюзивно для Disney+, получил название «Лэндо» и будет сосредоточен вокруг Лэндониса «Лэндо» Калриссиана III . В то же время было подтверждено, что Дональд Гловер снова сыграет главную роль, а Джастин Симиен был назван создателем и шоураннером сериала. Однако в июле 2020 года Дональд и Стивен Гловеры были наняты, чтобы заменить Симиена, написать сценарий и переработать шоу[56]. В сентябре 2023 года шоу было перепрофилировано для выпуска в качестве театрального фильма[57].
- Безымянная трилогия Саймона Кинберга: В ноябре 2024 года Саймон Кинберг был нанят для написания сценария и продюсирования новой трилогии фильмов «Звездных войн»[58]. Сообщалось, что серия фильмов будет Эпизодами X—XII[59], хотя это оспаривалось другими источниками[60].

## Телевидение
В отличие от всех фильмов для большого экрана, которые являются равноценным каноном между собой, телевизионная продукция по ЗВ подразделяется на три вида Канон, Легенды и Неканон.
И к преемственности Канона, и к преемственности Легенд причисляются фильмы оригинальной трилогии и трилогии приквелов, а также полнометражный мультфильм «Звёздные войны: Войны клонов» и первые 6 сезонов одноимённого мультсериала (7 сезон и Наследие учитываются только в Каноне).
| Анимационные сериалы                         |   |     |     |                                   |                                   |                                     |
| Дроиды                                       | 1 | 13  | 13  | 7 сентября 1985 — 7 июня 1986     | 7 сентября 1985 — 7 июня 1986     | ABC                                 |
| Эвоки                                        | 2 | 26  | 26  | 7 сентября 1985 — 13 декабря 1986 | 7 сентября 1985 — 13 декабря 1986 | ABC                                 |
| Войны клонов                                 | 7 | 133 | 133 | 3 октября 2008 — 4 мая 2020       | 3 октября 2008 — 4 мая 2020       | Cartoon Network / Netflix / Disney+ |
| Повстанцы                                    | 4 | 75  | 75  | 3 октября 2014 — 5 марта 2018     | 3 октября 2014 — 5 марта 2018     | Disney XD                           |
| Сопротивление                                | 2 | 40  | 40  | 7 октября 2018 — 26 января 2020   | 7 октября 2018 — 26 января 2020   | Disney Channel                      |
| Бракованная партия                           | 3 | 47  | 47  | 4 мая 2021 — 1 мая 2024           | 4 мая 2021 — 1 мая 2024           | Disney+                             |
| Видения                                      | 2 | 18  | 18  | 22 сентября 2021 — н. в.          | 22 сентября 2021 — н. в.          | Disney+                             |
| Сказания                                     | 3 | 18  | 18  | 26 октября 2022 — н. в.           | 26 октября 2022 — н. в.           | Disney+                             |
| Приключения юных джедаев                     | 2 | 48  | 48  | 4 мая 2023 — н. в.                | 4 мая 2023 — н. в.                | Disney+ / Disney Jr.                |
| Анимационные микро-сериалы и короткометражки |   |     |     |                                   |                                   |                                     |
| Войны клонов                                 | 3 | 25  | 25  | 7 ноября 2003 — 25 марта 2005     | 7 ноября 2003 — 25 марта 2005     | Cartoon Network                     |
| Вспышки                                      | 1 | 8   | 8   | 3 мая — 4 сентября 2017           | 3 мая — 4 сентября 2017           | YouTube                             |
| Силы Судьбы                                  | 2 | 32  | 32  | 3 июля 2017 — 25 мая 2018         | 3 июля 2017 — 25 мая 2018         | YouTube                             |
| Галактика приключений                        | 2 | 55  | 55  | 30 ноября 2018 — 2 октября 2020   | 30 ноября 2018 — 2 октября 2020   | YouTube                             |
| Посадочная платформа                         | 1 | 16  | 16  | 9 августа 2019 — 1 апреля 2020    | 9 августа 2019 — 1 апреля 2020    | YouTube                             |
| Галактика существ                            | 2 | 24  | 24  | 14 октября 2021 — 21 февраля 2023 | 14 октября 2021 — 21 февраля 2023 | StarWarsKids.com                    |
| Галактические друзья                         | 1 | 12  | 12  | 12 апреля — 1 ноября 2022         | 12 апреля — 1 ноября 2022         | StarWarsKids.com                    |
| "Дзэн: Грогу и чернушки"                     | К | 1   | 1   | 12 ноября 2022                    | 12 ноября 2022                    | Disney+                             |
| Веселье с Набсом                             | 1 | 20  | 20  | 14 июня 2024 — н. в.              | 14 июня 2024 — н. в.              | StarWarsKids.com                    |
| Игровые сериалы                              |   |     |     |                                   |                                   |                                     |
| Мандалорец                                   | 3 | 24  | 24  | 12 ноября 2019 — 19 апреля 2023   | 12 ноября 2019 — 19 апреля 2023   | Disney+                             |
| Книга Бобы Фетта                             | 1 | 7   | 7   | 29 декабря 2021 — 9 февраля 2022  | 29 декабря 2021 — 9 февраля 2022  | Disney+                             |
| Оби-Ван Кеноби                               | 1 | 6   | 6   | 27 мая — 22 июня 2022             | 27 мая — 22 июня 2022             | Disney+                             |
| Андор                                        | 2 | 24  | 24  | 21 сентября 2022 — 13 мая 2025    | 21 сентября 2022 — 13 мая 2025    | Disney+                             |
| Асока                                        | 1 | 8   | 8   | 22 августа 2023 — н. в.           | 22 августа 2023 — н. в.           | Disney+                             |
| Аколит                                       | 1 | 8   | 8   | 4 июня — 16 июля 2024             | 4 июня — 16 июля 2024             | Disney+                             |
| Опорная команда                              | 1 | 8   | 8   | 2 декабря 2024 — н. в.            | 2 декабря 2024 — н. в.            | Disney+                             |
| Телеигра                                     |   |     |     |                                   |                                   |                                     |
| Вызов Храма джедаев                          | 1 | 10  | 10  | 10 июня — 5 августа 2020          | 10 июня — 5 августа 2020          | StarWarsKids.com                    |

#### Фильмы и специальные выпуски
| Фильм                                  | Дата выхода    | Режиссёр           | Сценарист(ы)                                                  | Сюжет                                                         | Продюсеры                                     | Сеть |
| -------------------------------------- | -------------- | ------------------ | ------------------------------------------------------------- | ------------------------------------------------------------- | --------------------------------------------- | ---- |
| Звёздные войны. Праздничный спецвыпуск | 17 ноября 1978 | Стив Биндер        | Пэт Профт, Леонард Риппс, Брюс Виленч, Род Уоррен и Мици Уэлш | Пэт Профт, Леонард Риппс, Брюс Виленч, Род Уоррен и Мици Уэлш | Джо Лэйтон, Джефф Старш, Кен Уэлш и Мици Уэлш | CBS  |
| Караван смельчаков. Приключения эвоков | 25 ноября 1984 | Джон Корти         | Боб Кэррау                                                    | Джордж Лукас                                                  | Томас Дж. Смит и Патриция Роуз Диган          | ABC  |
| Эвоки. Битва за Эндор                  | 24 ноября 1985 | Джим Уит и Кен Уит | Джим Уит и Кен Уит                                            | Джордж Лукас                                                  | Томас Дж. Смит и Йен Брайс                    | ABC  |

## Краткая хронология фильмов и сериалов «Звёздных войн»

### Канон
| Даты                | Эпоха                  |
| ------------------- | ---------------------- |
| 37 000 — 25 000 ДБЯ | Заря Джедаев           |
| 25 000 — 1 000 ДБЯ  | Старая Республика      |
| 500 — 100 ДБЯ       | Расцвет Республики     |
| 100 — 19 ДБЯ        | Падение Ордена Джедаев |
| 19 — 0 ДБЯ          | Правление Империи      |
| 0 ДБЯ — 5 ПБЯ       | Эпоха Восстания        |
| 5 — 34 ПБЯ          | Новая Республика       |
| 34 — 35 ПБЯ         | Восход Первого Ордена  |
| 50 ПБЯ —            | Новый Орден Джедаев    |

| Даты                   | Официальное название                                     | Тип                          | Год(ы) выпуска |
| Заря Джедаев           | Заря Джедаев                                             | Заря Джедаев                 | Заря Джедаев   |
| ---------------------- | -------------------------------------------------------- | ---------------------------- | -------------- |
| 25 000 ДБЯ             | Безымянный приквел Джеймса Мэнголда                      | Фильм                        | TBA            |
| Старая Республика      |                                                          |                              |                |
| Расцвет Республики     |                                                          |                              |                |
| 382 ДБЯ                | Персонажи «Звёздных войн: Расцвета Республики» (2 сезон) | Серия нарративных видео      | 2022           |
| 233—232 ДБЯ            | Звёздные войны: Приключения юных джедаев (1 сезон)       | Мультсериал                  | 2023—2024      |
| 232 ДБЯ                | Персонажи «Звёздных войн: Расцвета Республики» (1 сезон) | Серия нарративных видео      | 2021           |
| 232 ДБЯ                | Звёздные войны: Веселье с Набсом                         | Короткометражный мультсериал | 2024—2025      |
| 232 ДБЯ                | Звёздные войны: Приключения юных джедаев (2-3 сезоны)    | Мультсериал                  | 2024—н.в.      |
| 148—132 ДБЯ            | Аколит                                                   | Сериал                       | 2024           |
| Падение Ордена Джедаев |                                                          |                              |                |
| 68—5 ДБЯ               | Звёздные войны: Сказания о джедаях                       | Мультсериал                  | 2022           |
| 52—18 ДБЯ              | Звёздные войны: Сказания о преступном мире               | Мультсериал                  | 2025           |
| Ок. 41 ДБЯ             | Дзен — Грогу и чернушки                                  | Короткометражный мультфильм  | 2022           |
| 32 ДБЯ                 | Звёздные войны. Эпизод I: Скрытая угроза                 | Фильм                        | 1999           |
| 32 ДБЯ — 34 ПБЯ        | Звёздные войны. Галактика приключений: Занятные факты    | Серия нарративных видео      | 2018—2020      |
| 32 ДБЯ — 35 ПБЯ        | Звёздные войны: Галактика приключений                    | Короткометражный мультсериал | 2018—2020      |
| 28 ДБЯ — 34 ПБЯ        | Звёздные войны: Силы Судьбы                              | Короткометражный мультсериал | 2017—2018      |
| 26 ДБЯ                 | Звёздные войны: Вызов Храма Джедаев                      | Телеигра                     | 2020           |
| 22 ДБЯ                 | Звёздные войны. Эпизод II: Атака клонов                  | Фильм                        | 2002           |
| 22 ДБЯ                 | Звёздные войны: Войны клонов                             | Мультфильм                   | 2008           |
| 22—19 ДБЯ              | Звёздные войны: Войны клонов                             | Мультсериал                  | 2008—2020      |
| 20 ДБЯ — 9 ПБЯ         | Звёздные войны: Сказания об Империи                      | Мультсериал                  | 2024           |
| 19 ДБЯ                 | Звёздные войны. Эпизод III: Месть ситхов                 | Фильм                        | 2005           |
| Правление Империи      |                                                          |                              |                |
| 19—18 ДБЯ              | Звёздные войны: Бракованная партия                       | Мультсериал                  | 2021—2024      |
| 18 ДБЯ                 | Звёздные войны: Мол — Повелитель теней                   | Мультсериал                  | 2026           |
| 10 ДБЯ                 | Хан Соло. Звёздные войны: Истории                        | Фильм                        | 2018           |
| 9 ДБЯ                  | Оби-Ван Кеноби                                           | Сериал                       | 2022           |
| Ок. 6 ДБЯ              | Звёздные войны: Новости Голонета                         | Серия нарративных видео      | 2014           |
| 5 ДБЯ                  | Андор (1 сезон)                                          | Сериал                       | 2022           |
| 5—1 ДБЯ                | Звёздные войны: Повстанцы                                | Мультсериал                  | 2014—2018      |
| 4—1 ДБЯ                | Андор (2 сезон)                                          | Сериал                       | 2025           |
| 1 ДБЯ                  | Изгой-один. Звёздные войны: Истории                      | Фильм                        | 2016           |
| Эпоха Восстания        |                                                          |                              |                |
| 0 ДБЯ — 0 ПБЯ          | Звёздные войны. Эпизод IV: Новая надежда                 | Фильм                        | 1977           |
| 0 ПБЯ                  | Бег контрабандиста                                       | Анимированный комикс         | 2015           |
| 0 ПБЯ                  | Оружие джедая                                            | Анимированный комикс         | 2015           |
| 3 ПБЯ                  | Звёздные войны. Эпизод V: Империя наносит ответный удар  | Фильм                        | 1980           |
| 4 ПБЯ                  | Звёздные войны. Эпизод VI: Возвращение джедая            | Фильм                        | 1983           |
| 4 ПБЯ                  | Звездные войны: Эскадрильи — Охота                       | Короткометражный мультфильм  | 2020           |
| Новая Республика       |                                                          |                              |                |
| 9 ПБЯ                  | Мандалорец (1-2 сезоны)                                  | Сериал                       | 2019—2020      |
| 9 ПБЯ                  | Книга Бобы Фетта                                         | Сериал                       | 2021—2022      |
| 9 ПБЯ                  | Мандалорец (3 сезон)                                     | Сериал                       | 2023           |
| 9 ПБЯ                  | Грогу — самый милый в Галактике                          | Короткометражный мультсериал | 2024—2025      |
| 9 ПБЯ                  | Асока (1 сезон)                                          | Сериал                       | 2023           |
| 9 ПБЯ                  | Звёздные войны: Опорная команда                          | Сериал                       | 2024—2025      |
| 9 ПБЯ или позднее      | Мандалорец и Грогу                                       | Фильм                        | 2026           |
| 9 ПБЯ или позднее      | Мандалорец (4 сезон)                                     | Сериал                       | TBA            |
| 9 ПБЯ или позднее      | Асока (2 сезон)                                          | Сериал                       | TBA            |
| 9 ПБЯ или позднее      | Безымянный спин-офф Дейва Филони                         | Фильм                        | TBA            |
| Восход Первого Ордена  |                                                          |                              |                |
| Ок. 34 ПБЯ             | Звёздные войны: Размышления                              | Короткометражный мультфильм  | 2018           |
| 34 ПБЯ                 | Звёздные войны: Сопротивление (1 сезон)                  | Мультсериал                  | 2018—2019      |
| 34 ПБЯ                 | Звёздные войны. Эпизод VII: Пробуждение силы             | Фильм                        | 2015           |
| 34 ПБЯ                 | Звёздные войны. Эпизод VIII: Последние джедаи            | Фильм                        | 2017           |
| 34 ПБЯ                 | Звёздные войны: Галактика существ (1 сезон)              | Короткометражный мультсериал | 2021           |
| 34 ПБЯ                 | Звёздные войны: Галактические друзья                     | Короткометражный мультсериал | 2022           |
| 34 ПБЯ                 | Звёздные войны: Галактика существ (2 сезон)              | Короткометражный мультсериал | 2023           |
| 34—35 ПБЯ              | Звёздные войны: Сопротивление (2 сезон)                  | Мультсериал                  | 2019—2020      |
| 35 ПБЯ                 | Звёздные войны. Эпизод IX: Скайуокер. Восход             | Фильм                        | 2019           |
| Новый Орден Джедаев    |                                                          |                              |                |
| 40 ПБЯ                 | Звёздные войны: Звёздный истребитель                     | Фильм                        | 2027           |
| 50 ПБЯ                 | Безымянный спин-офф Шармин Обаид-Чиной                   | Фильм                        | TBA            |

### Легенды
| Даты               | Эпоха               |
| ------------------ | ------------------- |
| до 25 053 ДБЯ      | До Республики       |
| 25 053 — 1 000 ДБЯ | Старая Республика   |
| 1 000 — 0 ДБЯ      | Восстание Империи   |
| 0 ДБЯ — 5 ПБЯ      | Сопротивление       |
| 5 — 25 ПБЯ         | Новая Республика    |
| 25 — 40 ПБЯ        | Новый Орден Джедаев |
| 40 — 140 ПБЯ       | Наследие            |

| Время по сюжету     | Официальное название                                    | Тип                          | Год(ы) выпуска    |
| До Республики       | До Республики                                           | До Республики                | До Республики     |
| Старая Республика   | Старая Республика                                       | Старая Республика            | Старая Республика |
| ------------------- | ------------------------------------------------------- | ---------------------------- | ----------------- |
| 5000—3653 ДБЯ       | Звёздные войны: Галактическая хронология                | Серия нарративных видео      | 2009—2011         |
| 3681 ДБЯ            | Возвращение                                             | Кинематографический трейлер  | 2011              |
| 3667 ДБЯ            | Надежда                                                 | Кинематографический трейлер  | 2010              |
| 3653 ДБЯ            | Обманутые                                               | Кинематографический трейлер  | 2009              |
| 3640 ДБЯ            | HK-51 обнаружен                                         | Кинематографический трейлер  | 2012              |
| 3636 ДБЯ            | Жертва                                                  | Кинематографический трейлер  | 2015              |
| 3630 ДБЯ            | Предательство                                           | Кинематографический трейлер  | 2016              |
| 3626 ДБЯ            | Размолвка                                               | Кинематографический трейлер  | 2022              |
| Восстание Империи   |                                                         |                              |                   |
| 32 ДБЯ              | Звёздные войны. Эпизод I: Скрытая угроза                | Фильм                        | 1999              |
| 22 ДБЯ              | Звёздные войны. Эпизод II: Атака клонов                 | Фильм                        | 2002              |
| 22 ДБЯ              | Звёздные войны: Войны клонов (1-21 главы)               | Короткометражный мультсериал | 2003—2005         |
| 22 ДБЯ              | Звёздные войны: Войны клонов                            | Мультфильм                   | 2008              |
| 22—20 ДБЯ           | Звёздные войны: Войны клонов (1-6 сезоны)               | Мультсериал                  | 2008—2014         |
| 19 ДБЯ              | Звёздные войны: Войны клонов (22-25 главы)              | Короткометражный мультсериал | 2005              |
| 19 ДБЯ              | Звёздные войны. Эпизод III: Месть ситхов                | Фильм                        | 2005              |
| 15 ДБЯ              | Звёздные войны: Дроиды                                  | Мультсериал                  | 1985—1986         |
| Сопротивление       |                                                         |                              |                   |
| 0 ДБЯ — 0 ПБЯ       | Звёздные войны. Эпизод IV: Новая надежда                | Фильм                        | 1977              |
| 1 ПБЯ               | Звёздные войны: Праздничный спецвыпуск                  | Телефильм                    | 1978              |
| 3 ПБЯ               | Звёздные войны. Эпизод V: Империя наносит ответный удар | Фильм                        | 1980              |
| 3 ПБЯ               | Звёздные войны: Эвоки                                   | Мультсериал                  | 1985—1986         |
| 3 ПБЯ               | Караван смельчаков: Приключения эвоков                  | Телефильм                    | 1984              |
| 3 ПБЯ               | Эвоки: Битва за Эндор                                   | Телефильм                    | 1985              |
| 4 ПБЯ               | Звёздные войны. Эпизод VI: Возвращение джедая           | Фильм                        | 1983              |
| Новая Республика    |                                                         |                              |                   |
| Новый Орден Джедаев |                                                         |                              |                   |
| Наследие            |                                                         |                              |                   |

## Войны
В девятисерийной киносаге было пять основных войн:
- Вторжение на Набу (I)
- Войны клонов (II, III)
- Раннее восстание против Галактической Империи (Хан Соло, Изгой-один)
- Галактическая гражданская война (Изгой-один, IV, V, VI)
- Война Первого Ордена против Сопротивления (VII, VIII, IX)

## Планеты, на которых происходят события Саги
- Набу (I, II, III, VI (Специальное Издание 2004 г.))
- Татуин (I, II, III, IV, VI, IX)
- Корусант (I, II, III, VI (Специальное Издание 1997 г.))
- Камино (II)
- Джеонозис (II)
- Утапау (III)
- Кашиик (III)
- Майгито (III)
- Фелуция (III)
- Кейто-Неймодия (III)
- Салукемай (III)
- Мустафар (III, Изгой-один, IX)
- Полис-Масса (III)
- Кореллия (Хан Соло)
- Джедда (Изгой-один)
- Иду (Изгой-один)
- Скариф (Изгой-один)
- Алдераан (III, IV)
- Явин IV (Изгой-один, IV)
- Хот (V)
- Дагоба (V, VI)
- Беспин (V, VI (Специальное Издание 2004 г.), VII (видение Рэй), IX)
- Лесная Луна Эндора (VI, IX)
- Джакку (VII, IX)
- База «Старкиллер» (VII)
- Такодана (VII)
- Неопознанная планета с Храмом джедаев Люка Скайуокера (VII (видение Рэй), VIII (флэшбеки))
- Хосниан-Прайм (VII)
- Ди’Куар (VII, VIII)
- Ак-То (VII, VIII, IX)
- Кантоника (VIII)
- Крэйт (VIII)
- Пасаана (IX)
- Киджими (IX)
- Экзегол (IX)
- Кеф’Бир (IX)
- и др.

## Сила
Один из важнейших элементов вселенной «Звёздных войн» — это «Сила», вездесущее энергетическое поле, подконтрольное живым существам, достигшим определённого духовного развития (причём уровень контроля над Силой различен в зависимости от врождённых способностей и тренировок). Сила описана в IV части эпопеи магистром Оби-Ваном Кеноби как «энергетическое поле, создающее всё живое, которое окружает нас, проникает через нас и связывает каждый уголок галактики друг с другом». Человек, способный ощущать Силу, при условии тренировок с раннего детства может научиться управлять ею и получить ранг «юнлинг» (в юном возрасте), а затем ранг ученика джедая — «падаван», и, наконец, ранг рыцаря-джедая. Владение Силой — это управление окружающим пространством (энергия, материя, мысли), влияние на это пространство. Упрощённо Сила делится на Светлую и Тёмную стороны. Орден джедаев учит использовать только Светлую сторону Силы, основанную на самоотречении и альтруизме: стойкость, решимость, смелость, Сила — как метод обороны, Сила — дающая жизнь и созидающая мир, черпаемая в равновесии и спокойствии, а Орден ситхов — Тёмную, основанную на эгоизме и жажде власти: страх, ненависть, агрессия, коварство, Сила — как метод нападения, Сила — несущая смерть, черпаемая из своих страстей и страхов. Однако в расширенной вселенной фигурируют и другие школы и ордены адептов как Светлой, так и Тёмной стороны. В большинстве случаев отречение от одной из сторон Силы не значит неспособность её использовать, хотя неизведанное и требует определённых тренировок.

## Основные персонажи саги
- Энакин Скайуокер / Дарт Вейдер (I, II, Войны клонов (мф), Войны клонов (мс), III, Повстанцы, Изгой-один, IV, V, VI, VII (голос), IX (голос)) — центральный персонаж первых шести фильмов «Звёздных войн» и главный в трилогии приквелов. Бывший раб, который стал джедаем, а впоследствии ситхом, принявшим имя Дарт Вейдер. Вернулся на Светлую сторону Силы, заступившись за своего сына — Люка Скайуокера и погибнув как настоящий джедай, что и привело к исполнению Пророчества избранника. После смерти стал Призраком Силы.
- Оби-Ван Кеноби / Бен Кеноби (I, II, Войны клонов (мф), Войны клонов (мс), III, Повстанцы, IV, V, VI, VII (голос), IX (голос)) — второй учитель Энакина и первый учитель Люка. Ученик Квай-Гона Джинна. Один из сильнейших джедаев своего времени. Был убит своим бывшим учеником Дартом Вейдером. После смерти являлся Люку как Призрак Силы.
- Люк Скайуокер (III, Повстанцы, IV, V, VI, VII, VIII, IX (призрак силы)) — главный персонаж оригинальной трилогии, некогда простой фермер, а впоследствии мастер-джедай и герой Альянса за восстановление Республики. Сын Энакина Скайуокера и Падме Амидалы. Брат Леи Органы и дядя Бена Соло. Растворился в Силе после дуэли с племянником.
- Лея Органа (III, Повстанцы, Изгой-один, IV, V, VI, VII, VIII, IX) — дочь Энакина Скайуокера и Падме Амидалы, приёмная дочь Бейла Органы, сестра Люка Скайуокера, жена Хана Соло и мать Бена Соло. Сначала сенатор Галактической Империи, затем одна из лидеров Альянса за восстановление Республики. Впоследствии получила звание генерала. После смерти стала Призраком Силы
- Хан Соло (Соло, IV, V, VI, VII, IX (воспоминание)) — контрабандист, был нанят Оби-Ваном и Люком для перелёта на Альдераан. Капитан корабля «Тысячелетний сокол». Один из генералов вооружённых сил Альянса за восстановление Республики. Бывший офицер Имперского флота. Муж Леи Органы, отец Бена Соло. Был убит сыном в VII эпизоде.
- Асока Тано (Войны клонов (мф), Войны клонов (мс), Повстанцы, Мандалорец, Книга Бобы Фетта, Асока, IX (голос)) — джедай, падаван Энакина Скайуокера, покинувшая Орден джедаев после предъявленных ей ложных обвинений. Пережила Приказ 66 и реорганизацию Республики в Империю. Впоследствии агент Альянса за восстановлении Республики. Выжила.
- Падме Амидала Наберри (I, II, Войны клонов (мф), Войны клонов (мс), III) — тайная жена Энакина, мать Люка и Леи. В I эпизоде — королева планеты Набу, во II и III эпизодах — сенатор Галактической Республики. Умерла в III эпизоде после родов.
- Рей (VII, VIII, IX) — главная героиня трилогии-сиквела, мусорщица с планеты Джакку. Вливается в борьбу Сопротивления против Первого Ордена. Погибла вместе с Палпатином, но потом воскресла.
- Финн / FN-2187 (VII, VIII, IX)— бывший штурмовик Первого Ордена, впоследствии переходит на сторону Сопротивления.
- По Дэмерон (VII, VIII, IX) — лучший пилот Сопротивления, владелец BB-8.
- Шив Палпатин / Дарт Сидиус (I, II, Войны клонов (мф), Войны клонов (мс), III, Повстанцы, V, VI, VII (голос), IX) — один из сильнейших владык-ситхов. Переманил Энакина на Тёмную сторону Силы. В конце I эпизода был назначен канцлером Галактической Республики, а в III — реорганизовал её в Галактическую Империю и впоследствии стал императором. Был сброшен Энакином Скайуокером в шахту второй «Звезды Смерти», но выжил. В IX эпизоде возглавил Последний орден, являющийся объединением флота Ситхов и Первого ордена, лишает сил Рей и Бена Соло, является дедом Рей, однако убит ею же.
- Магистр Йода (I, II, Войны клонов (мф), Войны клонов (мс), III, Повстанцы, V, VI, VII (голос), VIII (призрак силы), IX (голос))— верховный гранд-мастер джедай. Является вторым учителем Люка. Один из старейших членов Совета джедаев. В конце III эпизода отправился в изгнание на планету Дагоба, потерпев фиаско в дуэли с Сидиусом. После смерти на 900-м году своей жизни стал Призраком Силы.
- Бен Соло / Кайло Рен (VII, VIII, IX) — магистр Ордена Рен, командующий Первого Ордена и ученик Сноука. Является сыном Хана Соло и Леи Органы, внуком Энакина Скайуокера и Падме Амидалы Наберри, а также племянником Люка Скайуокера. После того как убил Сноука, провозгласил себя новым Верховным лидером. Умер в IX эпизоде, отдав жизненную силу Рей, чтобы оживить её.
- Сноук (VII, VIII, IX (голос)) — таинственный глава Первого Ордена. Являлся наставником Кайло Рена, впоследствии был им убит в VIII эпизоде. В IX эпизоде выясняется, что он был клоном, созданным Палпатином.
- Чубакка (Войны клонов (мс), III, Хан Соло, IV, V, VI, VII, VIII, IX) — представитель расы вуки. Имел так называемый «Долг жизни» Хану Соло, когда будущий контрабандист заступился за тогдашнего раба Чубакку и в итоге переквалифицировался в наёмника, друга Хана Соло и по совместительству, второго пилота космического корабля — «Тысячелетний сокол».
- Лэндо Калриссиан (Хан Соло, Повстанцы, V, VI, IX) — шулер, контрабандист и старый друг Хана Соло. Занимал должность барона-администратора Облачного города на газовом гиганте Беспин. Когда-то был владельцем «Тысячелетнего сокола», до того как проиграл его Хану, в игре в саббак. Предал Соло в V эпизоде, выведя его с Леей и Чубаккой на ловушку с Дартом Вейдером, однако впоследствии активно принимал участие в освобождении Хана в эпизоде VI. В IX фильме он помог Сопротивлению победить империю окончательно.
- C-3PO (I, II, Войны клонов (мф), Войны клонов (мс), III, Повстанцы, Изгой-один, IV, V, VI, VII, VIII, IX) — протокольный дроид, построенный Энакином в детстве. Впоследствии достался его сыну. Является постоянным напарником и лучшим другом R2-D2.
- R2-D2 (I, II, Войны клонов (мф), Войны клонов (мс), III, Повстанцы, Изгой-один, IV, V, VI, VII, VIII, IX) — астромеханический дроид, помогающий главным героям саги, извечный напарник и лучший друг C3-PO.
- BB-8 (VII, VIII, IX) — астромеханический дроид По Дамерона, помогающий главным героям.
- Квай-Гон Джинн (I, II (голос), Войны клонов (мс), IX (голос)) — один из сильнейших джедаев. Очень своевольный. Встретил Энакина на Татуине и обнаружил в нём огромнейший потенциал Силы. Стал первым учителем Энакина, веря в то, что именно об Энакине говорится в древнем пророчестве и что он должен восстановить равновесие Силы, уничтожив ситхов. Был смертельно ранен Дартом Молом во время битвы за Набу. Перед смертью взял с Оби-Вана обещание, что он обучит Энакина. Позже продолжил появляться, в качестве Призрака Силы, чему научил магистра Йоду и Оби-Вана Кеноби.
- Мейс Винду (I, II, Войны клонов (мф), Войны клонов (мс), III, IX (голос)) — магистр-джедай, член Совета Джедаев, коим стал в достаточно раннем возрасте. Был убит Палпатином Молниями Силы при помощи Энакина Скайуокера.
- Граф Дуку / Дарт Тиранус (II, Войны клонов (мф), Войны клонов (мс), III) — бывший джедай и учитель Квай-Гона Джинна, бывший ученик магистра Йоды, после перехода на Тёмную сторону стал учеником Дарта Сидиуса и владыкой-ситхом. Существенно помог учителю в развязывании Войн клонов. Был убит Энакином в III эпизоде, к собственному удивлению, по приказу своего мастера.
- Дарт Мол (I, Войны клонов (мс), Хан Соло, Повстанцы) — главный антагонист в эпизоде I. Датомирский забрак, тёмный владыка ситхов, ученик Дарта Сидиуса и член клана «Ночные братья». Убил Квай-Гона Джинна, сам был тяжело ранен Оби-Ваном Кеноби. Считался погибшим, однако через 12 лет после поражения, во время событий мультсериала «Войны клонов» объявился, чтобы создать свою криминальную империю и отомстить Оби-Вану. Впоследствии был обнаружен Дартом Сидиусом и заточён в тюрьму, откуда сбежал. В дальнейшем пытался запустить некую боевую станцию в храме ситхов на планете Малакор, манипулируя падаваном Эзрой Бриджером, с целью отомстить своим врагам, но этому плану также не суждено было сбыться. Убит Оби-Ваном окончательно.
- Генерал Гривус (Войны клонов (мф), Войны клонов (мс), III) — один из основных антагонистов в эпизоде III. Киборг(раньше он был другим до становления в киборга), верховный главнокомандующий армии дроидов КНС, представитель расы калишцев. Был убит Оби-Ваном Кеноби из бластера на планете Утапау, когда джедай раздвинул две пластины на корпусе Гривуса, тем самым получив доступ к внутренним органам.
- Джанго Фетт (II) — наёмник-мандалорианец. Являлся донором ДНК для создания армии клонов. Также работал на сепаратистов. Убит Мейсом Винду.
- Боба Фетт (II, Войны клонов (мс), IV, V, VI, Мандалорец (тс) — один из второстепенных антагонистов саги. Клон Джанго Фетта без генетических модификаций, усыновлённый им. Профессиональный охотник за головами. Упал в яму с сарлакком в VI эпизоде, получив удар по джетпаку от Хана Соло, отчего не справился с управлением. Выжил.
- Джабба Хатт (I, Войны клонов (мф), Войны клонов (мс), IV, VI) — один из второстепенных антагонистов саги. Криминальный авторитет и гангстер, который назначил награду за поимку Хана Соло. Присутствовал на гонках Бунта Ив, в которых победил юный Энакин Скайуокер. Был задушен Леей Органой на собственной барже в VI эпизоде.

## Оружие и технологии
В вымышленных вселенной «Звёздных войн» активно используются планетарные ионные пушки — оружие наземного или корабельного базирования, способное поражать вражеские корабли на низких орбитах. Применение планетарной ионной пушки не наносит физического ущерба кораблю, а выводит из строя его электронику. Недостатком ионной пушки является маленький сектор обстрела, позволяющий защищать территории площадью всего в несколько квадратных километров. Поэтому данный вид оружия используют только для прикрытия стратегических объектов (космопортов, генераторов планетарных щитов, крупных городов и военных баз). Скорострельность ионной пушки составляет 1 выстрел в 5-6 секунд, поэтому для полноценной обороны планеты необходимо использовать целую систему огневых точек и щитов. Примером ионной планетарной пушки является созданный на верфях Куата «Планетарный защитник V-150», который применялся силами Альянса на базе Хот. V-150 защищен сферической пермацитовой оболочкой. Питание от реактора, находящегося в 40 метрах под поверхностью земли. Боевой расчет — 27 солдат. На открытие сферической оболочки для выстрела требуется несколько минут. Именно V-150 вывела из строя имперский звёздный разрушитель «Мститель». Ионные пушки входят в состав вооружения звёздного разрушителя класса «Победа».

## Кассовые сборы
Киноэпопея «Звёздные войны» является третьей самой кассовой франшизой в истории, после киновселенной Marvel и Человека-паука, со сборами более $10,3 млрд по всему миру.
| Фильм                                                   | Дата выхода (США / РФ) | Сборы                     | Сборы            | Сборы            | Место            | Место            | Бюджет           | Примечания       |
| Фильм                                                   | Дата выхода (США / РФ) | США и Канада с Австралией | Другие страны    | Мир              | США и Канада     | Весь мир         | Бюджет           | Примечания       |
| Сага Скайуокеров                                        | Сага Скайуокеров       | Сага Скайуокеров          | Сага Скайуокеров | Сага Скайуокеров | Сага Скайуокеров | Сага Скайуокеров | Сага Скайуокеров | Сага Скайуокеров |
| ------------------------------------------------------- | ---------------------- | ------------------------- | ---------------- | ---------------- | ---------------- | ---------------- | ---------------- | ---------------- |
| Звёздные войны. Эпизод IV: Новая надежда                | 25 мая 1977            | $460 998 007              | $314 500 000     | $775 498 007     | 18               | 90               | $11 млн          | [ 70 ]           |
| Звёздные войны. Эпизод V: Империя наносит ответный удар | 21 мая 1980            | $290 075 067              | $257 900 000     | $547 975 067     | 92               | 183              | $18 млн          | [ 71 ]           |
| Звёздные войны. Эпизод VI: Возвращение джедая           | 25 мая 1983            | $309 406 177              | $165 800 000     | $475 206 177     | 77               | 220              | $32,5 млн        | [ 72 ]           |
| Звёздные войны. Эпизод I: Скрытая угроза                | 19 мая 1999            | $474 544 677              | $552 500 000     | $1 027 044 677   | 16               | 35               | $115 млн         | [ 73 ]           |
| Звёздные войны. Эпизод II: Атака клонов                 | 16 мая 2002            | $310 776 740              | $338 721 588     | $649 498 328     | 74               | 130              | $115 млн         | [ 74 ]           |
| Звёздные войны. Эпизод III: Месть ситхов                | 19 мая 2005            | $380 470 577              | $468 484 191     | $848 954 768     | 40               | 69               | $113 млн         | [ 75 ]           |
| Звёздные войны. Эпизод VII: Пробуждение силы            | 17 декабря 2015        | $936 662 225              | $1 131 561 399   | $2 068 223 624   | 1                | 4                | $245 млн         | [ 76 ]           |
| Звёздные войны. Эпизод VIII: Последние джедаи           | 14 декабря 2017        | $620 181 382              | $712 358 507     | $1 332 539 889   | 9                | 12               | $317 млн         | [ 77 ]           |
| Звёздные войны. Эпизод IX: Скайуокер. Восход            | 19 декабря 2019        | $508 052 548              | $550 975 653     | $1 059 028 201   | 15               | 37               | $275 млн         | [ 78 ]           |
| Спин-оффы                                               |                        |                           |                  |                  |                  |                  |                  |                  |
| Звёздные войны: Войны клонов                            | 15 августа 2008        | $35 161 554               | $33 121 290      | $68 282 844      | 2370             | —                | $8,5 млн         | [ 79 ]           |
| Изгой-один. Звёздные войны: Истории                     | 15 декабря 2016        | $532 177 324              | $523 879 949     | $1 056 057 273   | 12               | 30               | $200 млн         | [ 80 ]           |
| Хан Соло. Звёздные войны: Истории                       | 24 мая 2018            | $213 767 512              | $179 157 295     | $392 924 807     | 180              | 295              | $275 млн         | [ 81 ]           |
| Всего                                                   | Всего                  | $5 081 223 784            | $5 239 306 792   | $10 318 030 576  | 2                | 2                | $1,633 млрд      | [ 69 ] [ 82 ]    |

## Культурное влияние

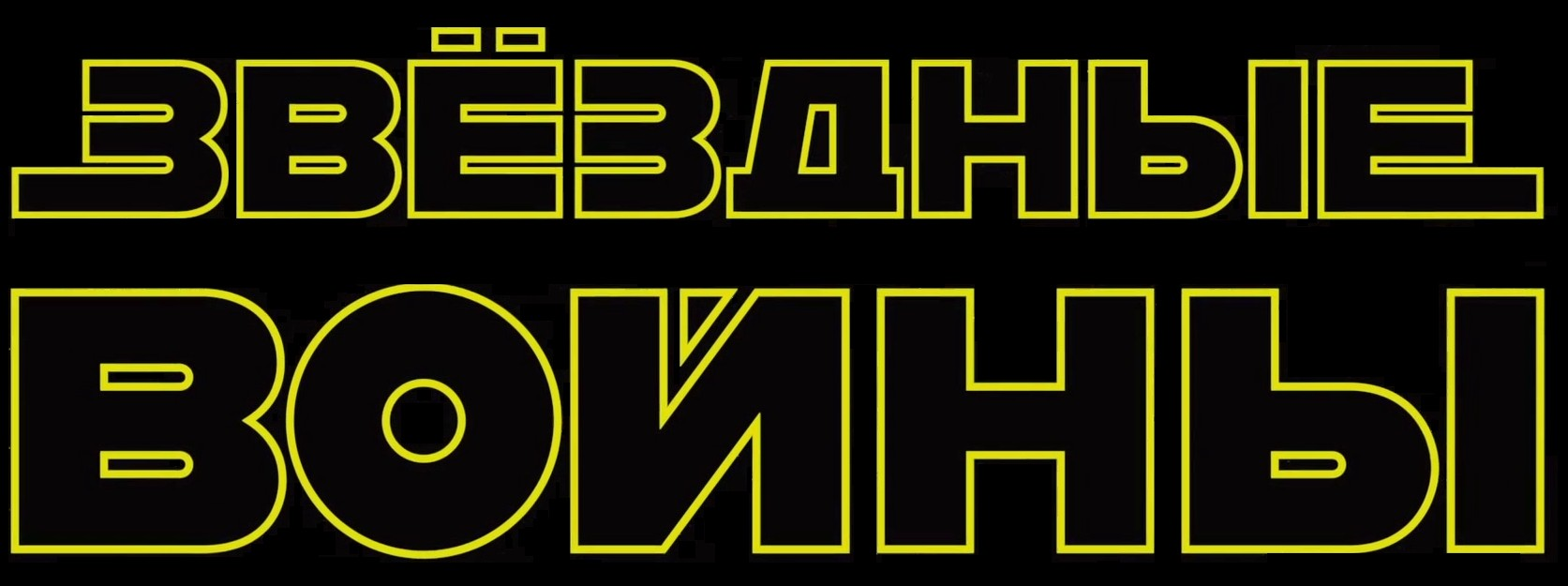
Русскоязычный логотип франшизы, появляющийся в начале каждого эпизода со времён продажи Lucasfilm студии Disney. Сага приобрела огромную популярность, в том числе и за пределами США.

Сага приобрела статус культовой и оказала влияние на массовую культуру, объединив увлечённых людей в фан-клубы, клубы ролевой реконструкции, а её первые кинофильмы занимали самые высокие позиции в рейтингах популярности.
Киноэпопея положила начало целому одноимённому фантастическому поджанру в кинематографе. Популярность проекта оказалась столь велика, что его название общественность перенесла на американскую правительственную программу «СОИ — Звёздные войны». Была разработана система фехтования в соответствующей стилистике — саберфайтинг. На основе киноэпопеи, признанной культовой, возникло новое религиозное течение под названием «джедаизм».
Отдельные персонажи и сюжетные линии были обыграны и спародированы во многих более поздних произведениях кинематографа. В частности:
- Пародия на «Звёздные войны» — основная тема комедии «Космические яйца» и «Космобольцы» (мультсериал по мотивам фильма).
- Также в Турции сняли фильм «Человек, который спас мир» (1982), который является мокбастером этой франшизы, также в фильме использованы некоторые кадры из неё.
- В 3-й серии 18-го сезона мультсериала «Симпсоны» «Пожалуйста, Гомер, не стучи!» Барт Симпсон и директор Скиннер вступают в дуэль, аналогичную дуэли Энакина Скайуокера и Оби-Вана Кеноби на Мустафаре. При этом используется музыкальная тема из I эпизода саги.
- Комедия «Фанаты» посвящена любви главных героев фильма к саге «Звёздные войны».
- В пародийной комедии «Очень эпическое кино» во время битвы в Гнарнии за одну из сторон воюют имперские штурмовики.
- В канадском мультсериале «Расплющенный космос» главный злодей — Дарт Боба и его солдаты, являются пародией на Дарта Вейдера и имперских штурмовиков.
- В американских мультсериалах «Робоцып» и «Гриффины» есть отдельные серии, повествующие о событиях классической трилогии в пародийном жанре. Также многочисленные пародии есть и в других эпизодах.
- В мультсериале «Удивительный мир Гамбола» также была серия, посвящённая этой франшизе, под названием «The Line», где по сюжету семья Уоттерсонов пытается попасть на новый фильм франшизы.
- В серии «Ягодки-вспоминашки» мультсериала «Южный Парк» правительство США просит Джей Джей Абрамса исправить гимн их страны, так как он «Воскресил» «Звёздные войны».
- Шутки, связанные с «Звёздными войнами», появлялись во многих веб-комиксах, таких, как «Cyanide and Happiness», «xkcd», «Wulffmorgenthaler», «Hello ACY», «Nichtlustig» и других.
- На основе фильма «Звёздные войны. Эпизод I: Скрытая угроза» американский пародист «Странный Эл» Янкович написал пародию под названием «The Saga Begins» (на песню Дона Маклина «American Pie»). Пародия исполняется от лица Оби-Вана Кеноби.

Отсылки к «Звёздным войнам» можно встретить во множестве кинофильмов: «Астерикс и Обеликс», «Ученик чародея», «Артур и война двух миров», «Двойной КОПец», «Папе снова 17», «История игрушек 2», «Власть огня».
- В произведениях, основанных на вымышленной вселенной View Askewniverse, герои часто ведут серьёзные разговоры о «Звёздных войнах». Примером эпического спора является обсуждение морального аспекта разрушения второй Звезды смерти в фильме «Клерки».
- В сериале «Теория Большого взрыва» главные герои являются фанатами «Звёздных войн» (а также «Звёздного пути» и других фильмов и сериалов этой тематики).
- В сериале «Как я встретил вашу маму» часть главных героев также являются фанатами «Звёздных войн», первую трилогию которых они по традиции пересматривают каждые 3 года.
- В сериале «Клиника» обыгрывается эпизод дуэли Дарт Вейдера и Оби-Вана Кеноби из четвёртого эпизода Звёздных войн.
- В сериале «Баффи — истребительница вампиров» в 6-м сезоне основные противники главной героини являются фанатами «Звёздных войн».
- В американском сериале «Шоу 70-х» главный герой Эрик и его друзья являются поклонниками «Звёздных войн», а его подруга Донна в одном из эпизодов предстала в роли Леи.
- В сериале «Сообщество» один из главных героев, являющийся фанатом «Звёздных войн», превращает многие колледжные события в подобия разных эпизодов саги.

Также в ноябре 2019 года издательство Insight Editions выпустит книгу с рецептами из легендарной киноэпопеи «Звёздные войны» Star Wars: Galaxy’s Edge, написанную Челси Монро-Кассель (Chelsea Monroe-Cassel) и Марком Сумераком (Marc Sumerak). Предполагается, что в книге будет представлен весь набор рецептов блюд, которые когда-либо ели герои саги.

## Показы в России
- В СССР «Эпизод V: Империя наносит ответный удар» впервые был показан в кинотеатрах «Горизонт» и «Зарядье» в рамках «Дней кино США в СССР» в 1988 году.
- В позднем СССР шла молодёжная телепрограмма «Зебра» на «Ленинградской программе» (ныне «Пятый канал»). Особенностью передачи было то, что в 1989—1991 годы в ней показывали трёхминутные отрывки из фильма «Звёздные войны» в переводе Володарского. Изначально показывали отрывки по 10 минут, но позже возникли проблемы с авторским правом. Тогда редакторы передачи написали создателю серии Джорджу Лукасу письмо с просьбой дать разрешение на показ эпопеи советским детям кусочками такой длины, какой он сочтёт нужной. Лукас разрешил каждый день показывать по 3 минуты. Такие отрывки транслировались в конце каждой передачи перед титрами в течение двух лет[89][неавторитетный источник].

- В 1990 году «Эпизод IV: Новая надежда» был пущен во всесоюзный кинопрокат в дубляже студии имени Горького. В 1991 году прокат был повторён. Два остальных фильма трилогии до полноценного кинопроката в СССР и пост-советской России не добрались.

- В 1997 году российские дистрибьюторы решили не закупать «Звёздные войны. Трилогия. Специальная редакция» для широкого проката в кинотеатрах, однако в 2000 году оригинальная трилогия в специальной редакции была выпущена на VHS в закадровом переводе «Лазер-Видео»[89].

- В российском телеэфире четвёртый эпизод планировался к показу ещё 4 октября 1992 года на 1-м канале «Останкино», но фильм был снят с трансляции как «пиратский»[90]. Первый показ «Эпизода I: Скрытая угроза» и фильмов оригинальной трилогии был осуществлён телеканалом РТР (ныне «Россия-1») в 2002 году в монозвуке в закадровом переводе «Лазер-Видео». В 2005—2006 годах на Первом канале транслировались пять эпизодов «Звёздных войн» со стереозвуком в дубляже (для фильма «Эпизод II: Атака клонов» это было премьерой).

## Награды и номинации

### Оскар
Франшиза удостоилась 10 статуэток Оскар (из которых 3 являются Премиями за особые достижения), а также получила 30 других номинаций:
- 1978 — Звёздные войны. Эпизод IV: Новая надежда (6 побед + 1 за особые достижения; 4 номинации)
- 1981 — Звёздные войны. Эпизод V: Империя наносит ответный удар (1 победа + 1 за особые достижения; 2 номинации)
- 1984 — Звёздные войны. Эпизод VI: Возвращение джедая (1 за особые достижения; 4 номинации)
- 2000 — Звёздные войны. Эпизод I: Скрытая угроза (3 номинации)
- 2003 — Звёздные войны. Эпизод II: Атака клонов (1 номинация)
- 2006 — Звёздные войны. Эпизод III: Месть ситхов (1 номинация)
- 2016 — Звёздные войны: Пробуждение силы (5 номинаций)
- 2017 — Изгой-один. Звёздные войны: Истории (2 номинации)
- 2018 — Звёздные войны: Последние джедаи (4 номинации)
- 2019 — Хан Соло. Звёздные войны: Истории (1 номинация)
- 2020 — Звёздные войны: Скайуокер. Восход (3 номинации)

| Сага Скайуокеров                     | Сага Скайуокеров                                                                              | Сага Скайуокеров                                                                                          | Сага Скайуокеров                                                                               | Сага Скайуокеров                                                  | Сага Скайуокеров                                            | Сага Скайуокеров                   | Сага Скайуокеров                                                           | Сага Скайуокеров                                                      | Сага Скайуокеров                                                   | Спин-оффы                                                      | Спин-оффы                                                       |
| Номинация                            | Оригинальная трилогия                                                                         | Оригинальная трилогия                                                                                     | Оригинальная трилогия                                                                          | Трилогия приквелов                                                | Трилогия приквелов                                          | Трилогия приквелов                 | Трилогия сиквелов                                                          | Трилогия сиквелов                                                     | Трилогия сиквелов                                                  | Антология историй                                              | Антология историй                                               |
| Номинация                            | Новая надежда                                                                                 | Империя наносит ответный удар                                                                             | Возвращение джедая                                                                             | Скрытая угроза                                                    | Атака клонов                                                | Месть ситхов                       | Пробуждение силы                                                           | Последние джедаи                                                      | Скайуокер. Восход                                                  | Изгой-один                                                     | Хан Соло                                                        |
| ------------------------------------ | --------------------------------------------------------------------------------------------- | --- | ---------------------------------------------------------------------------------------------- | ----------------------------------------------------------------- | ----------------------------------------------------------- | ---------------------------------- | -------------------------------------------------------------------------- | --------------------------------------------------------------------- | ------------------------------------------------------------------ | -------------------------------------------------------------- | --------------------------------------------------------------- |
| Лучший фильм                         | Номинация (продюсер: Гэри Куртц)                                                              | |                                                                                                |                                                                   |                                                             |                                    |                                                                            |                                                                       |                                                                    |                                                                |                                                                 |
| Лучшая режиссура                     | Номинация (Джордж Лукас)                                                                      | |                                                                                                |                                                                   |                                                             |                                    |                                                                            |                                                                       |                                                                    |                                                                |                                                                 |
| Лучший оригинальный сценарий         | Номинация (Джордж Лукас)                                                                      | Номинирование невозможно                                                                                  | Номинирование невозможно                                                                       | Номинирование невозможно                                          | Номинирование невозможно                                    | Номинирование невозможно           | Номинирование невозможно                                                   | Номинирование невозможно                                              | Номинирование невозможно                                           | Номинирование невозможно                                       | Номинирование невозможно                                        |
| Лучшая мужская роль второго плана    | Номинация (Алек Гинесс, за роль Оби-Вана Кеноби)                                              | |                                                                                                |                                                                   |                                                             |                                    |                                                                            |                                                                       |                                                                    |                                                                |                                                                 |
| Лучшая оригинальная музыка к фильму  | Победа (Джон Уильямс)                                                                         | Номинация (Джон Уильямс)                                                                                  | Номинация (Джон Уильямс)                                                                       |                                                                   |                                                             |                                    | Номинация (Джон Уильямс)                                                   | Номинация (Джон Уильямс)                                              | Номинация (Джон Уильямс)                                           |                                                                |                                                                 |
| Лучший монтаж                        | Победа (Пол Хирш, Марсия Лукас и Ричард Чю)                                                   | |                                                                                                |                                                                   |                                                             |                                    | Номинация (Марианн Брэндон и Мэри Джо Марки)                               |                                                                       |                                                                    |                                                                |                                                                 |
| Лучшая работа художника-постановщика | Победа (постановщики: Джон Бэрри, Норман Рейнольдс и Лесли Дилли; декоратор: Роджер Кристиан) | Номинация (постановщики: Норман Рейнольдс, Лесли Дилли, Гарри Ланж и Алан Томкинс; декоратор: Майкл Форд) | Номинация (постановщики: Норман Рейнольдс, Фред Хоул и Джеймс Л. Шоппе; декоратор: Майкл Форд) |                                                                   |                                                             |                                    |                                                                            |                                                                       |                                                                    |                                                                |                                                                 |
| Лучший дизайн костюмов               | Победа (Джон Молло)                                                                           | |                                                                                                |                                                                   |                                                             |                                    |                                                                            |                                                                       |                                                                    |                                                                |                                                                 |
| Лучший звук                          | Победа (Дон Макдугалл, Рэй Уэст, Боб Минклер и Дерек Болл)                                    | Победа (Билл Варни, Стив Маслоу, Грегг Ландакер и Питер Саттон)                                           | Номинация (Бен Бёртт, Гэри Саммерс, Рэнди Том и Тони Доу)                                      | Номинация (Гэри Райдстром, Том Джонсон, Шон Мерфи и Джон Миджли)  |                                                             |                                    | Номинация (Энди Нельсон, Кристофер Скарабосио, Мэттью Вуд и Стюарт Уилсон) | Номинация (Дэвид Паркер, Майкл Семаник, Рен Клайс и Стюарт Уилсон)    |                                                                    | Номинация (Дэвид Паркер, Кристофер Скарабосио и Стюарт Уилсон) |                                                                 |
| Лучший звуковой монтаж               |                                                                                               | | Номинация (Бен Бёртт)                                                                          | Номинация (Бен Бёртт и Том Беллфорт)                              |                                                             |                                    | Номинация (Мэттью Вуд и Дэвид Эйкорд)                                      | Номинация (Мэттью Вуд и Рен Клайс)                                    | Номинация (Мэттью Вуд и Дэвид Эйкорд)                              |                                                                |                                                                 |
| Лучшие визуальные эффекты            | Победа (Джон Стеарс, Джон Дайкстра, Ричард Эдланд, Грант МакКьюн и Роберт Блалак)             | |                                                                                                | Номинация (Джон Нолл, Деннис Мьюрен, Скотт Сквайрс и Роб Коулмэн) | Номинация (Роб Коулмэн, Пабло Хелман, Джон Нолл и Бен Сноу) |                                    | Номинация (Роджер Гайетт, Патрик Табач, Нил Скэнлэн и Крис Корбоулд)       | Номинация (Бен Моррис, Майкл Малхолланд, Нил Скэнлэн и Крис Корбоулд) | Номинация (Роджер Гайетт, Нил Скэнлан, Патрик Тубак и Доминик Туи) | Номинация (Джон Нолл, Моэн Лео, Хэл Т. Хикель и Нил Корбоулд)  | Номинация (Роб Бредоу, Патрик Табач, Нил Скэнлан и Доминик Туи) |
| Лучший грим                          |                                                                                               | |                                                                                                |                                                                   |                                                             | Номинация (Дэйв Элси и Никки Гули) |                                                                            |                                                                       |                                                                    |                                                                |                                                                 |
| Премия за особые достижения          | Победа (Бен Бёртт, за создание голосов и звуков инопланетян, чудовищ и роботов)               | Победа (Брайан Джонсон, Ричард Эдланд, Деннис Мьюрен и Брюс Николсон, за визуальные эффекты)              | Победа (Ричард Эдланд, Деннис Мьюрен, Кен Ралстон и Фил Типпетт за визуальные эффекты)         |                                                                   |                                                             |                                    |                                                                            |                                                                       |                                                                    |                                                                |                                                                 |

### Золотая малина
Суммарно франшиза получила 4 антипремии Золотая малина и была номинирована ещё на 14:
- 2000 — Звёздные войны. Эпизод I: Скрытая угроза (1 победа, 7 номинаций)
- 2003 — Звёздные войны. Эпизод II: Атака клонов (2 победы, 5 номинации)
- 2006 — Звёздные войны. Эпизод III: Месть ситхов (1 победа)
- 2009 — Звёздные войны: Войны клонов (1 номинация)

| Номинация                                  | Фильм                                                                                             | Фильм                                                                                               | Фильм                                                                  | Фильм        |
| Номинация                                  | Скрытая угроза                                                                                    | Атака клонов                                                                                        | Месть ситхов                                                           | Войны клонов |
| ------------------------------------------ | ------------------------------------------------------------------------------------------------- | --------------------------------------------------------------------------------------------------- | ---------------------------------------------------------------------- | ------------ |
| Худший фильм                               | Номинация                                                                                         | Номинация                                                                                           |                                                                        |              |
| Худший приквел, сиквел, ремейк или плагиат |                                                                                                   | Номинация                                                                                           |                                                                        | Номинация    |
| Худшая режиссура                           | Номинация (Джордж Лукас)                                                                          | Номинация (Джордж Лукас)                                                                            |                                                                        |              |
| Худший сценарий                            | Номинация (Джордж Лукас)                                                                          | Победа (Джордж Лукас и Джонатан Хейлс)                                                              |                                                                        |              |
| Худшая мужская роль второго плана          | Победа (Ахмед Бест, за озвучку Джа Джа Бинкса)                                                    | Победа (Хейден Кристенсен, за роль Энакина Скайуокера)                                              | Победа (Хейден Кристенсен, за роль Энакина Скайуокера / Дарта Вейдера) |              |
| Худшая мужская роль второго плана          | Номинация (Джейк Ллойд, за роль Энакина Скайуокера)                                               | Победа (Хейден Кристенсен, за роль Энакина Скайуокера)                                              | Победа (Хейден Кристенсен, за роль Энакина Скайуокера / Дарта Вейдера) |              |
| Худшая женская роль второго плана          | Номинация (София Коппола, за роль Саше)                                                           | Номинация (Натали Портман, за роль Падме Амидалы)                                                   |                                                                        |              |
| Худший актёрский дуэт                      | Номинация (Джейк Ллойд и Натали Портман, за экранную пару Энакина Скайуокера и Падме Амидалы)     | Номинация (Хейден Кристенсен и Натали Портман, за экранную пару Энакина Скайуокера и Падме Амидалы) |                                                                        |              |
| Худшая новая звезда десятилетия            | Номинация (Джа Джа Бинкс, голос Ахмеда Беста)                                                     | |                                                                        |              |
| Худшая новая звезда десятилетия            | Номинация (София Коппола, за роль Саше, а также за роль Мэри Корлеоне в фильме «Крёстный отец 3») | |                                                                        |              |

## Факты
- Световые мечи в первых «Звёздных войнах» на самом деле были деревянными, обклеенными светоотражающим материалом. И только потом, на студии ILM, им придали характерное сияние. Кроме того, мечи, по отзывам актёров, отличались большой хрупкостью и быстро ломались[91].
- Роль астероидов часто играли обычные картофелины[92].
- Доходы от сопутствующих товаров (игрушки, одежда и т. д.) превысили 20 млрд долларов[91].
- Джорджу Лукасу пришлось отправлять кинотеатрам первый фильм саги в «комплекте» с другими фильмами — потенциальными блокбастерами, поскольку вначале только менее 40 кинотеатров в США согласились поставить ленту[91].
- Кукла магистра Йоды первоначально была изготовлена британским художником Стюартом Фриборном, который черпал внешность персонажа из выражения лица Эйнштейна и своих черт лица[91].
- Поскольку Дэвид Проуз, исполнитель роли Дарта Вейдера, говорил с сильным шотландским акцентом, озвучивал персонажа Джеймс Эрл Джонс, который и заставил героя зловеще хрипеть[91], а тяжёлое дыхание, по словам Лукаса, делалось с помощью переделанного велосипедного насоса[93]. Впоследствии Эрл был награждён почётной премией «Оскар» за выдающиеся достижения в области кинематографа — многие считают, что благодаря именно этой роли[94].
- Кэрри Фишер — исполнительница роли принцессы Леи — вспоминала, что однажды нюхала кокаин прямо на съёмочной площадке[91].
- Звук лазерных выстрелов в фильме записан на Севернском мосту в Великобритании: так звучат на ветру бьющиеся друг о друга поддерживающие тросы[95].
- Некоторые исследователи считают, что сюжет «Звёздных войн» заимствован из Библии, поскольку там присутствуют силы добра, зла и мессия (Люк)[96].
- Дроиды R2-D2 и C-3PO являются единственными персонажами, которые присутствуют во всех девяти эпизодах саги. Также они появились в спин-оффе Изгой-один.
- Единственным актёром, участвовавшим в съёмках абсолютно всех кинофильмов (9 эпизодов + 2 спин-оффа), является Энтони Дэниэлс, который исполнил роли C-3PO (все эпизоды), Дэнли Фейтона (эпизоды II и III) и Тэка (Хан Соло). Однако реально в кадре, в костюме С-3PO, он был в восьми эпизодах из девяти. В «Скрытой угрозе» он озвучил C3PO, но в костюм не одевался (поскольку по сюжету фильма дроид ещё не был полностью готов и не имел обшивки).
- Кенни Бейкер, исполнявший роли R2-D2 (эпизоды I—II и IV—VI) и эвока Паплу (эпизод VI), хоть и был указан в роли R2 в «Мести ситхов» и как консультант R2 в «Пробуждении силы», однако реального участия в съёмках данных частей франшизы почти не принимал.
- Единственные персонажи появлявшиеся во всех трёх трилогиях: С-3PO, R2D2, Чубакка, Шив Палпатин и Йода. Энакин Скайуокер / Дарт Вейдер и Оби-Ван Кеноби фигурировали в первых двух трилогиях, но отметились в третьей только голосовыми камео, а Люк Скайуокер и Лея Органа появились младенцами в конце «Мести ситхов».
- Единственные главные персонажи которые впервые появились в «Новой надежде» и остались после «Скайуокера. Восход» являются только С-3PO, R2D2 и Чубакка.
- Издательством комиксов данной франшизы занимались Marvel Comics (1977—1987 и с 2015), Dark Horse Comics (1991—2014), Los Angeles Times Syndicate[англ.] (1979—1984).